# Lista de atletas brasileiros nos Jogos Olímpicos de Verão de 2012
A lista a seguir discrimina os atletas brasileiros que participaram da Londres 2012, independentemente de terem logrado êxito na busca por medalhas.
O Brasil se candidatou oficialmente pela quarta vez para sediar os Jogos. Terceira candidatura do Rio de Janeiro, disputando com mais 8 cidades: Havana, Istanbul, Leipzig, Madri, Moscou, Nova Iorque, Paris, Londres. No congresso do COI em Singapura no dia 06 de julho de 2005 foi feito o primeiro turno de apresentações e votações, eliminando Rio, Havana, Istambul e Leipzig. Nas rodadas seguintes de votação, outras candidatas foram eliminadas até a quarta rodada apontar Londres como vencedora.
Nos Jogos Olímpicos de Verão de 2012, os Jogos de Verão de número XXX, em Londres, Grã-Bretanha, o Brasil participou de sua vigésima sétima Olimpíada, sendo a vigésima primeira participação nos Jogos de Verão, com 257 atletas disputando 28 esportes: tiro com arco, ginástica artística, nado sincronizado, atletismo, basquetebol, voleibol de praia, boxe, canoagem, ciclismo, saltos ornamentais, hipismo, esgrima, futebol, handebol, judô, maratona aquática, pentatlo moderno, remo, vela, tiro esportivo, natação, tênis de mesa, taekwondo, tênis, triatlo, voleibol, levantamento de peso e luta Olímpica. Conquistando 17 medalhas: 3 de ouro, 5 de prata e 9 de bronze.
Subsedes:
Coventry, Glasgow, Manchester, Newcastle, Cardiff (futebol); Isle of Portland (vela); Waltham Cross (canoagem slalom); Hadleigh, Essex (ciclismo mountain bike); Windsor (canoagem de velocidade e remo).
Sobre as medalhas, a delegação chefiada por Bernard Rajzman disputou 41 finais, superando as 20 de Sydney, e três bronzes vieram dos tatames, com Felipe Kitadai, Mayara Aguiar e Rafael Baby, respectivamente nas categorias "ligeiro", "médio" e "pesado". Felipe igualou Leila Barros e Mari Steinbrecher ao chegar à conquista no dia de seu aniversário de 23 anos; das piscinas com César Cielo e a sua terceira conquista Olímpica, nesses Jogos o pódio veio nos "50m livre"; da vela, Robert Scheidt conquistou sua quinta medalha juntamente com a segunda de Bruno Prada na "classe star"; das areias, Juliana e Larissa conquistaram mais uma medalha para o "vôlei de praia" brasileiro; dos ringues, veio a primeira medalha feminina do boxe, justamente na estreia das mulheres na modalidade, com Adriana Araújo no "peso leve", além da medalha de Yamaguchi Falcão no "peso meio-pesado" no masculino. O boxe não trazia uma medalha desde 1968 com Servílio de Oliveira; uma conquista inédita foi conseguida por Yane Marques que ganhou a primeira (e até hoje única) medalha Olímpica da história do "pentatlo moderno" sul-americano.
As medalhas de prata vieram da piscina, com Thiago Pereira nos "400 m medley"; mais uma dos ringues, com Esquiva Falcão, irmão de Yamaguchi (ambos filhos do lendário Touro Moreno) no "peso médio"; das areias, no "vôlei de praia", com a terceira conquista de Emanuel, dessa vez ao lado de Alison; do campo com Mano Menezes treinando a equipe de "futebol masculino" que contava com os agora bimedalhistas Alexandre Pato, Marcelo e Thiago Silva, ganhando a companhia de Neymar, Danilo, Hulk, Ganso, Oscar, Leandro Damião e Lucas Moura, entre outros; das quadras com a seleção de "voleibol masculino" treinada mais uma vez por Bernardinho Rezende e contando com os agora trimedalhistas Dante, Giba, Rodrigão e Serginho, e os recém bimedalhistas Bruninho, Murilo e Ricardinho, acompanhados de Vissotto, Lucão, Sidão, Thiago e Wallace.
Trouxeram os ouros, a judoca Sarah Menezes que se tornou a primeira campeã Olímpica feminina do judô brasileiro na categoria "peso ligeiro", terceiro título da história do esporte para o Brasil; Arthur Zanetti conquistou a primeira medalha da história da ginástica artística brasileira no aparelho "argolas"; José Roberto Guimarães se tornou extra-oficialmente o primeiro (e único até aqui) brasileiro tricampeão Olímpico ao comandar a seleção de "voleibol feminino" em que se destacaram as novas bicampeãs Fabi, Fabiana, Sheilla, Jaqueline, Thaísa e Paula Pequeno, com os reforços de Dani Lins, Adenízia, Fernandinha, Tandara, Natália e Fernanda Garay.
Marcando a evolução da estruturação do esporte Olímpico brasileiro e como preparação para a próxima edição dos Jogos, tendo o Rio de Janeiro como cidade sede, o COB realizou diversas ações para os Jogos em Londres. A delegação teve ao seu dispor o "quartel-general" no Centro Nacional de Esportes do "Crystal Palace", com estruturas para reuniões, confraternizações e treinamentos. Também foi o lançamento do "Projeto Vivência Olímpica" no qual jovens promessas do esporte Olímpico brasileiro integraram a delegação não para competir, mas para treinar, se ambientar, conhecer a atmosfera dos Jogos, ganhar experiência e ter a oportunidade de se firmar como potenciais participantes de destaque na Rio 2016 e nas edições seguintes.
Com esses feitos, Robert Sheidt ampliou a liderança para 5 medalhas no total; quem também aumentou o número de pódios foram: Emanuel do vôlei de praia, agora também com uma medalha de cada cor; César Cielo da natação; Dante, Giba, Rodrigão e Serginho do vôlei, agora com três medalhas cada. Entre os novos bimedalhistas, o número de bicampeões dobrou. Agora são 12 com duas conquistas de ouro e as primeiras mulheres a entrarem para esse seleto grupo vieram do vôlei: Fabi, Fabiana, Jaqueline, Paula Pequeno, Sheilla e Thaísa. Quem também chegou à segunda medalha foram os futebolistas Alexandre Pato, Marcelo e Thiago Silva; o iatista Bruno Prada e os voleibolistas Bruninho, Murilo e Ricardinho. Agora são 86 brasileiros com pelo menos dois pódios conquistados. (Vide seção "Multimedalhistas").
Demais destaques:
Na ginástica, Sergio Sasaki foi o primeiro brasileiro a avançar à final do "individual geral" terminando em 10.° lugar; no "basquete", a seleção feminina treinada por Luiz Claudio Tarallo ganhou apenas uma partida na fase de grupos, concluiu em 9.° lugar e após o fim da era Hortência-Paula-Janeth mais uma vez teve uma participação frustrada; a seleção masculina, que após a era Kanela alternou momentos em que nem se classificou e outros em que se classificou, mas não conseguiu bons resultados, com o fim da era Oscar, nem se classificou para as três edições anteriores e retornou nesses Jogos depois que o técnico argentino Rubén Magnano assumiu o comando. Magnano levou seus compatriotas ao ouro Olímpico em Atenas, diante dos Estados Unidos, se tornando a única equipe até hoje a vencer um Dream Team. Com ele, o Brasil até conseguiu fazer uma boa figura, mas caiu nas quartas diante da própria seleção Argentina e terminou a competição na 5.ª posição; na canoagem, Erlon Silva e Ronílson de Oliveira disputaram a final B do "C-2" e concluíram na 10.ª colocação; no hipismo, Doda e Rodrigo Pessoa fizeram a final individual do "concurso de saltos", terminando respectivamente em 12.° e 22.° lugares; na "esgrima", todos os atletas brasileiros terminaram na 17.ª posição, mas houve uma curiosidade: A esgrimista ítalo-brasileira Nathalie Moellhausen estreou em Londres, disputando a modalidade "espada por equipe", mas defendendo a bandeira italiana e conquistando um 7.° lugar; o "futebol feminino" caiu nas quartas, mas os destaques do time treinado por Jorge Barcellos foram as meias Tânia Maranhão e Formiga, as únicas a disputarem todas as edições do futebol Olímpico. Foi a quinta Olimpíada de 5 possíveis; o "handebol feminino" fez uma ótima campanha na primeira fase, avançando pela primeira vez, mas caiu nas quartas diante da Noruega e ficou na 6.ª posição. A equipe masculina não participou; nos tatames, o Brasil conseguiu levar pela segunda vez na história atletas para todas as modalidades. Os bimedalhistas Leandro Guilheiro e Tiago Camilo ficaram pelo caminho, mas Tiago, assim como Maria Suellen chegaram às disputas por medalhas, mas ambos terminaram em 5.° lugar, respectivamente nas categorias "peso médio" e "peso pesado"; a promessa Rafaela Silva, que se classificou para esses Jogos superando a atual medalhista Ketleyn Quadros nas seletivas, acabou desclassificada por irregularidade em um golpe na sua segunda luta da modalidade "peso leve" e amargou um 9.° lugar; além da medalha de Sheidt e Prada, a melhor colocação na vela foi de Fernanda Oliveira e Ana Barbachan com um 6.° lugar na "classe 470"; na natação Bruno Fratus e César Cielo disputaram páreo a páreo todas as etapas dos "50 m livre", chegando juntos à final. Bruno terminou em 4.° e César Cielo, além da medalha conquistada, ainda foi 6.° nos "100 m livre"; Thiago Pereira, além da prata nos "400 m medley", avançou à final e concluiu os "200 m medley" em 4.° lugar; no feminino, o melhor resultado foi a 15.ª colocação de Joana Maranhão nos "200 m medley"; Diogo Silva terminou em 4.° no "peso leve" do taekwondo; no levantamento de peso os dois atletas chegaram às finais com chances de medalhas. Fernando Saraiva terminou em 9.° e Jaqueline Ferreira em 5.° lugar, respectivamente nos pesos "super-pesado" e "meio-pesado"; o atletismo brasileiro passou em branco nesses Jogos, o que não acontecia desde 1992. Os melhores resultados vieram do time de "revezamento 4x100 m feminino" que alcançou a final e concluiu na 7.ª colocação, mesma colocação de Duda da Silva no "salto em distância" masculino; Geisa Arcanjo no "arremesso de peso" terminou em 6.° lugar; o trio da "maratona masculina" alcançou boas colocações, terminando Marílson em 5.°, Paulo Roberto em 8.° e Franck Caldeira em 13.° lugares; já as maiores esperanças eram a atual campeã do "salto em distância" feminino, Maurren Magi que parou na fase de qualificação e concluiu a campanha em 11.° lugar e Fabiana Murer do "salto com vara" que protagonizou mais uma frustração. Sua segunda participação em Jogos vinha tão ou até mais carregada de expectativas que no ciclo anterior, pois além de outros bons resultados acumulados, ela chegava a Londres como bicampeã Mundial e favorita ao alto do pódio, mas se em Pequim a culpa foi do sumiço da sua vara favorita, em Londres o vilão foi o vento. Eliminada ainda na fase de classificação por não conseguir superar os 4.50 m nas três tentativas, segundo ela por causa do vento que a todo momento mudava de força e direção durante seus saltos, prejudicando sua corrida e impulsão..
Abaixo segue a relação dos esportistas brasileiros participantes da Londres 2012.

## Jovens
16 atletas participaram do Projeto Vivência Olímpica 2012.
| - Alessandra Marchioro (natação) - Andressa Mendes (saltos ornamentais) - Arthur Mendes (natação) - Bernardo Oliveira (tiro com arco) | - Bruno Matheus (triatlo) - Felipe Wu (tiro esportivo) - Thiago Braz (atletismo) - Flávia Gomes (judô) | - Hugo Calderano (tênis de mesa) - Isaquias Queiroz (canoagem) - Jéssica Carolina dos Reis (atletismo) - Laís Nunes (luta Olímpica) | - Martine Grael (vela) - Rebeca Andrade (ginástica artística) - Thiago Moura Monteiro (tênis) - Vitor Felipe (vôlei de praia) |

## Tiro com arco
Masculino
| Atleta        | Modalidade | Preliminar          | Rodada 1                    | Rodada 2             | Rodada 3             | Quartas de final     | Semifinal            | Final                | Colocação final | Referência(s) |
| Atleta        | Modalidade | Resultado Colocação | Adversário Resultado        | Adversário Resultado | Adversário Resultado | Adversário Resultado | Adversário Resultado | Adversário Resultado | Colocação final | Referência(s) |
| ------------- | ---------- | ------------------- | --------------------------- | -------------------- | -------------------- | -------------------- | -------------------- | -------------------- | --------------- | ------------- |
| Daniel Xavier | individual | 653 51.°            | POL Rafał Dobrowolski D 3-7 | Não avançou          | Não avançou          | Não avançou          | Não avançou          | Não avançou          | =33.°           | [ 9 ]         |

## Ginástica artística
Masculino
Individual
| Atleta        | Modalidade       | Qualificação       | Qualificação     | Qualificação       | Qualificação       | Qualificação     | Qualificação | Qualificação | Qualificação | Final              | Final            | Final              | Final              | Final            | Final        | Final  | Final     | Referência(s) |
| Atleta        | Modalidade       | Aparelho           | Aparelho         | Aparelho           | Aparelho           | Aparelho         | Aparelho     | Total        | Colocação    | Aparelho           | Aparelho         | Aparelho           | Aparelho           | Aparelho         | Aparelho     | Total  | Colocação | Referência(s) |
| Atleta        | Modalidade       | exercícios de solo | cavalo de arções | balanço de argolas | salto sobre a mesa | barras paralelas | barra fixa   | Total        | Colocação    | exercícios de solo | cavalo de arções | balanço de argolas | salto sobre a mesa | barras paralelas | barra fixa   | Total  | Colocação | Referência(s) |
| ------------- | ---------------- | ------------------ | ---------------- | ------------------ | ------------------ | ---------------- | ------------ | ------------ | ------------ | ------------------ | ---------------- | ------------------ | ------------------ | ---------------- | ------------ | ------ | --------- | ------------- |
| Sergio Sasaki | individual geral | 14.533 23.°        | 14.033 17.°      | 14.633 13.°        | 16.200 =3.°        | 15.200 8.°       | 14.533 17.°  | 89.132       | 11.° Q       | 14.233 17          | 14.366 =7.°      | 14.233 17.°        | 16.100 5.°         | 15.200 9.°       | 14.833 =10.° | 88.965 | 10º       | [ 10 ]        |

Aparelhos
| Atleta         | Modalidade         | Qualificação        | Final       | Colocação final | Referência(s) |
| Atleta         | Modalidade         | Resultado Colocação | Resultado   | Colocação final | Referência(s) |
| -------------- | ------------------ | ------------------- | ----------- | --------------- | ------------- |
| Arthur Zanetti | balanço de argolas | 15.616 4.° Q        | 15.900      | 1.°             | [ 11 ]        |
| Diego Hypólito | exercícios de solo | 13.766 59.°         | Não avançou | 59.°            | [ 12 ]        |
| Sergio Sasaki  | exercícios de solo | 14.533 36.°         | Não avançou | 36.°            | [ 13 ]        |
| Sergio Sasaki  | cavalo de arções   | 14.033 29.°         | Não avançou | 29.°            | [ 14 ]        |
| Sergio Sasaki  | balanço de argolas | 14.633 29.°         | Não avançou | 29.°            | [ 15 ]        |
| Sergio Sasaki  | barras paralelas   | 15.200 17.°         | Não avançou | 17.°            | [ 16 ]        |
| Sergio Sasaki  | barra fixa         | 14.533 28.°         | Não avançou | 28.°            | [ 17 ]        |

Feminino
Equipe
| Atleta            | Modalidade        | Qualificação       | Qualificação       | Qualificação        | Qualificação        | Qualificação | Qualificação | Final              | Final              | Final               | Final               | Final       | Final     | Referência(s) |
| Atleta            | Modalidade        | Aparelho           | Aparelho           | Aparelho            | Aparelho            | Total        | Colocação    | Aparelho           | Aparelho           | Aparelho            | Aparelho            | Total       | Colocação | Referência(s) |
| Atleta            | Modalidade        | exercícios de solo | salto sobre a mesa | barras assimétricas | trave de equilíbrio | Total        | Colocação    | exercícios de solo | salto sobre a mesa | barras assimétricas | trave de equilíbrio | Total       | Colocação | Referência(s) |
| ----------------- | ----------------- | ------------------ | ------------------ | ------------------- | ------------------- | ------------ | ------------ | ------------------ | ------------------ | ------------------- | ------------------- | ----------- | --------- | ------------- |
| Bruna Leal        | geral por equipes | 13.433 29.°        | 14.066 26.°        | 12.466 47.°         | 12.800 36.°         | 52.765       | 36.°         | Não avançou        | Não avançou        | Não avançou         | Não avançou         | Não avançou | 36.°      | [ 18 ]        |
| Daiane dos Santos | geral por equipes | 14.166 17.°        | 13.933 42.°        | 12.966 54.°         | _                   | 40.765       | =52.°        | Não avançou        | Não avançou        | Não avançou         | Não avançou         | Não avançou | =52.°     | [ 18 ]        |
| Daniele Hypólito  | geral por equipes | 11.900 59.°        | 13.766 33.°        | 12.900 41.°         | 14.166 23.°         | 52.732       | 37.°         | Não avançou        | Não avançou        | Não avançou         | Não avançou         | Não avançou | 37.°      | [ 18 ]        |
| Ethiene Franco    | geral por equipes | 13.166 34.°        | 13.566 =40.°       | 12.933 40.°         | 13.000 33.°         | 52.665       | 38.°         | Não avançou        | Não avançou        | Não avançou         | Não avançou         | Não avançou | 38.°      | [ 18 ]        |
| Harumy de Freitas | geral por equipes | _                  | _                  | _                   | 12.033 67.°         | 12.033       | 67.°         | Não avançou        | Não avançou        | Não avançou         | Não avançou         | Não avançou | 67.°      | [ 18 ]        |
| Total             | geral por equipes | 40.765 10.°        | 41.765 12.°        | 38.799 12.°         | 39.966 9.°          | 161.295      | 12.°         | Não avançou        | Não avançou        | Não avançou         | Não avançou         | Não avançou | 12.°      | [ 18 ]        |

Individual
| Atleta           | Modalidade       | Qualificação       | Qualificação       | Qualificação        | Qualificação        | Qualificação | Qualificação | Final              | Final              | Final               | Final               | Final       | Final     | Referência(s) |
| Atleta           | Modalidade       | Aparelho           | Aparelho           | Aparelho            | Aparelho            | Total        | Colocação    | Aparelho           | Aparelho           | Aparelho            | Aparelho            | Total       | Colocação | Referência(s) |
| Atleta           | Modalidade       | exercícios de solo | salto sobre a mesa | barras assimétricas | trave de equilíbrio | Total        | Colocação    | exercícios de solo | salto sobre a mesa | barras assimétricas | trave de equilíbrio | Total       | Colocação | Referência(s) |
| ---------------- | ---------------- | ------------------ | ------------------ | ------------------- | ------------------- | ------------ | ------------ | ------------------ | ------------------ | ------------------- | ------------------- | ----------- | --------- | ------------- |
| Bruna Leal       | individual geral | 13.433 29.°        | 14.066 26.°        | 12.466 47.°         | 12.800 36.°         | 52.765       | 36.°         | Não avançou        | Não avançou        | Não avançou         | Não avançou         | Não avançou | 36.°      | [ 19 ]        |
| Daniele Hypólito | individual geral | 11.900 59.°        | 13.766 33.°        | 12.900 41.°         | 14.166 23.°         | 52.732       | 37.°         | Não avançou        | Não avançou        | Não avançou         | Não avançou         | Não avançou | 37.°      | [ 19 ]        |
| Ethiene Franco   | individual geral | 13.166 34.°        | 13.566 =40.°       | 12.933 40.°         | 13.000 33.°         | 52.665       | 38.°         | Não avançou        | Não avançou        | Não avançou         | Não avançou         | Não avançou | 38.°      | [ 19 ]        |

Aparelhos
| Atleta            | Modalidade          | Qualificação        | Final               | Colocação final | Referência(s) |
| Atleta            | Modalidade          | Resultado Colocação | Resultado Colocação | Colocação final | Referência(s) |
| ----------------- | ------------------- | ------------------- | ------------------- | --------------- | ------------- |
| Bruna Leal        | exercícios de solo  | 13.433 43.°         | Não avançou         | 43.°            | [ 20 ]        |
| Bruna Leal        | salto sobre a mesa  | 14.066 26.°         | Não avançou         | 26.°            | [ 21 ]        |
| Bruna Leal        | barras assimétricas | 12.466 64.°         | Não avançou         | 64.°            | [ 22 ]        |
| Bruna Leal        | trave de equilíbrio | 12.800 52.°         | Não avançou         | 52.°            | [ 23 ]        |
| Daiane dos Santos | exercícios de solo  | 14.166 17.°         | Não avançou         | 17.°            | [ 24 ]        |
| Daiane dos Santos | salto sobre a mesa  | 13.933 42.°         | Não avançou         | 42.°            | [ 25 ]        |
| Daiane dos Santos | barras assimétricas | 12.966 54.°         | Não avançou         | 54.°            | [ 26 ]        |
| Daniele Hypólito  | exercícios de solo  | 11.900 80.°         | Não avançou         | 80.°            | [ 27 ]        |
| Daniele Hypólito  | salto sobre a mesa  | 13.766 33.°         | Não avançou         | 33.°            | [ 28 ]        |
| Daniele Hypólito  | barras assimétricas | 12.900 56.°         | Não avançou         | 56.°            | [ 29 ]        |
| Daniele Hypólito  | trave de equilíbrio | 14.166 23.°         | Não avançou         | 23.°            | [ 30 ]        |
| Ethiene Franco    | exercícios de solo  | 13.166 50.°         | Não avançou         | 50.°            | [ 31 ]        |
| Ethiene Franco    | salto sobre a mesa  | 13.566 =40.°        | Não avançou         | =40.°           | [ 32 ]        |
| Ethiene Franco    | barras assimétricas | 12.933 55.°         | Não avançou         | 55.°            | [ 33 ]        |
| Ethiene Franco    | trave de equilíbrio | 13.000 48.°         | Não avançou         | 48.°            | [ 34 ]        |
| Harumy de Freitas | trave de equilíbrio | 12.033 67.°         | Não avançou         | 67.°            | [ 35 ]        |

## Nado sincronizado
Feminino
| Aleta                         | Modalidade | Preliminar     | Preliminar   | Preliminar      | Preliminar | Final          | Final        | Final           | Final           | Referência(s) |
| Aleta                         | Modalidade | Rotina técnica | Rotina livre | Resultado total | Colocação  | Rotina técnica | Rotina livre | Resultado total | Colocação final | Referência(s) |
| ----------------------------- | ---------- | -------------- | ------------ | --------------- | ---------- | -------------- | ------------ | --------------- | --------------- | ------------- |
| Lara Teixeira Nayara Figueira | dueto      | 87.100 12.°    | 87.000 13.°  | 174.100         | 13.°       | Não avançou    | Não avançou  | Não avançou     | 13.°            | [ 36 ]        |

## Atletismo
Masculino
Eventos de pista e de estrada
| Atleta | Modalidade            | Eliminatória | Eliminatória | Quartas de final | Quartas de final | Semifinal   | Semifinal   | Final       | Final     | Referência(s) |
| Atleta | Modalidade            | Resultado    | Colocação    | Resultado        | Colocação        | Resultado   | Colocação   | Resultado   | Colocação | Referência(s) |
| --- | --------------------- | ------------ | ------------ | ---------------- | ---------------- | ----------- | ----------- | ----------- | --------- | ------------- |
| Nilson Andrè | 100 m                 | _            | _            | 10.26            | 5.°              | Não avançou | Não avançou | Não avançou | 31.°      | [ 37 ]        |
| Aldemir da Silva Junior                                                                                                | 200 m                 | 20.53        | 2.° Q        | _                | _                | 20.63       | 5.°         | Não avançou | 14.°      | [ 38 ]        |
| Bruno Lins | 200 m                 | 20.52        | 2.° Q        | _                | _                | 20.55       | 6.°         | Não avançou | 16.°      | [ 38 ]        |
| Sandro Viana | 200 m                 | 21.05        | 7.°          | _                | _                | Não avançou | Não avançou | Não avançou | 48.°      | [ 38 ]        |
| Fabiano Peçanha | 800 m                 | 1:46.29      | 2.° Q        | _                | _                | 1:46.29     | 7.°         | Não avançou | 19.°      | [ 39 ]        |
| Kléberson Davide | 800 m                 | DNS          | 8.°          | Não avançou      | Não avançou      | Não avançou | Não avançou | Não avançou | 55.°      | [ 39 ]        |
| Marílson dos Santos | maratona              | _            | _            | _                | _                | _           | _           | 2:11.10     | 5.°       | [ 40 ]        |
| Paulo Roberto Paula | maratona              | _            | _            | _                | _                | _           | _           | 2:12.17     | 8.°       | [ 40 ]        |
| Franck Caldeira | maratona              | _            | _            | _                | _                | _           | _           | 2:13.35     | 13.°      | [ 40 ]        |
| Caio Bonfim | marcha atlética 20 km | _            | _            | _                | _                | _           | _           | 1:24.45     | 37.°      | [ 41 ]        |
| Aldemir da Silva Junior Bruno Lins Nilson Andrè Sandro Viana José Carlos Codó (reserva) Carlos Moraes Junior (reserva) | 4x100 m               | 38.35        | 4.°          | _                | _                | _           | _           | Não avançou | 8.°       | [ 42 ]        |

Eventos de campo
| Atleta               | Modalidade          | Qualificação | Qualificação | Final       | Final     | Referência(s) |
| Atleta               | Modalidade          | Resultado    | Colocação    | Resultado   | Colocação | Referência(s) |
| -------------------- | ------------------- | ------------ | ------------ | ----------- | --------- | ------------- |
| Guilherme Cobbo      | salto em altura     | 2.21         | =7.°         | Não avançou | =15.°     | [ 43 ]        |
| Fábio Gomes da Silva | salto com vara      | NM           | =12.°        | Não avançou | =22.°     | [ 44 ]        |
| Duda da Silva        | salto em distância  | 8.11         | 1.° Q        | 8.01        | 7.°       | [ 45 ]        |
| Jonathan Silva       | salto triplo        | 15.59        | 14.°         | Não avançou | 25.°      | [ 46 ]        |
| Ronald Julião        | lançamento de disco | 56.20        | 20.°         | Não avançou | 40.°      | [ 47 ]        |

Eventos combinados
| Atleta                 | Modalidade | 100 m rasos         | salto em distância  | arremesso de peso   | salto em altura     | 400 m rasos         | 110 m com barreiras | lançamento de disco | salto com vara      | lançamento de dardo | 1500 m rasos        | Final                      | Referência(s) |
| Atleta                 | Modalidade | Resultado Colocação | Resultado Colocação | Resultado Colocação | Resultado Colocação | Resultado Colocação | Resultado Colocação | Resultado Colocação | Resultado Colocação | Resultado Colocação | Resultado Colocação | Pontos Resultado Colocação | Referência(s) |
| ---------------------- | ---------- | ------------------- | ------------------- | ------------------- | ------------------- | ------------------- | ------------------- | ------------------- | ------------------- | ------------------- | ------------------- | -------------------------- | ------------- |
| Luiz Alberto de Araújo | decatlo    | 10.70 6.°           | 7.16 18.°           | 13.52 26.°          | 1.93 =21.°          | 48.25 5.°           | 14.79 18.°          | 44.76 16.°          | 4.60 =15.°          | 51.59 23.°          | 4:38.04 14.°        | 7849.00 19.°               | [ 48 ]        |

Feminino
Eventos de pista e de estrada
| Atleta | Modalidade          | Eliminatória | Eliminatória | Quartas de final | Quartas de final | Semifinal   | Semifinal   | Final       | Final     | Referência(s) |
| Atleta | Modalidade          | Resultado    | Colocação    | Resultado        | Colocação        | Resultado   | Colocação   | Resultado   | Colocação | Referência(s) |
| --- | ------------------- | ------------ | ------------ | ---------------- | ---------------- | ----------- | ----------- | ----------- | --------- | ------------- |
| Rosângela Santos | 100 m               | _            | _            | 11.07            | 2.° Q            | 11.17       | 3.°         | Não avançou | 9.°       | [ 49 ]        |
| Evelyn dos Santos | 200 m               | 23.07        | 4.° q        | _                | _                | 22.82       | 6.°         | Não avançou | 17.°      | [ 50 ]        |
| Ana Cláudia Lemos | 200 m               | 23.40        | 5.°          | _                | _                | Não avançou | Não avançou | Não avançou | 30.°      | [ 50 ]        |
| Joelma Sousa | 400 m               | 52.69        | 4.°          | _                | _                | Não avançou | Não avançou | Não avançou | 25.°      | [ 51 ]        |
| Geisa Coutinho | 400 m               | 53.43        | 5.°          | _                | _                | Não avançou | Não avançou | Não avançou | 27.°      | [ 51 ]        |
| Adriana Aparecida da Silva                                                                                             | maratona            | _            | _            | _                | _                | _           | _           | 2:33.15     | 46.°      | [ 52 ]        |
| Jaílma de Lima | 400 m com barreiras | 57.05        | 8.°          | _                | _                | Não avançou | Não avançou | Não avançou | 35.°      | [ 53 ]        |
| Ana Cláudia Lemos Evelyn dos Santos Franciela Krasucki Rosângela Santos Tamiris de Liz (reserva) Vanda Gomes (reserva) | 4x100 m             | 42.55        | 3.° q        | _                | _                | _           | _           | 42.91       | 7.°       | [ 54 ]        |
| Aline Leone dos Santos Geisa Coutinho Jaílma de Lima Joelma Sousa Lucimar Teodoro (reserva)                            | 4x400 m             | 3:32.95      | 6.°          | _                | _                | _           | _           | Não avançou | 12.°      | [ 55 ]        |

Eventos de campo
| Atleta             | Modalidade          | Qualificação | Qualificação | Final       | Final     | Referência(s) |
| Atleta             | Modalidade          | Resultado    | Colocação    | Resultado   | Colocação | Referência(s) |
| ------------------ | ------------------- | ------------ | ------------ | ----------- | --------- | ------------- |
| Fabiana Murer      | salto com vara      | 4.50         | 7.°          | Não avançou | 14.°      | [ 56 ]        |
| Maurren Maggi      | salto em distância  | 6.37         | 5.°          | Não avançou | 11.°      | [ 57 ]        |
| Keila Costa        | salto triplo        | 13.84        | 11.°         | Não avançou | 19.°      | [ 58 ]        |
| Geisa Arcanjo      | arremesso de peso   | 18.47        | 4.° q        | 19.02       | 6.°       | [ 59 ]        |
| Andressa de Morais | lançamento de disco | 60.94        | 9.°          | Não Avançou | 15.°      | [ 60 ]        |
| Laila Ferrer       | lançamento de dardo | 58.39        | 9.°          | Não avançou | 19.°      | [ 61 ]        |

## Basquetebol
Masculino
Primeira fase
Grupo B
| V |  | Brasil | 75–71 | Austrália |  |  |  |

| V |  | Brasil | 67–62 | Reino Unido |  |  |  |

| D |  | Rússia | 75–74 | Brasil |  |  |  |

| V |  | Brasil | 98–59 | China |  |  |  |

| V |  | Brasil | 88–82 | Espanha |  |  |  |

Colocação no grupo: 2.° Q
Tabela - Grupo B
| Equipe      | Jogos | Vitórias | Derrotas | Pontos pró | Pontos contra | Saldo de pontos | Pontuação |
| ----------- | ----- | -------- | -------- | ---------- | ------------- | --------------- | --------- |
| Rússia      | 5     | 4        | 1        | 400        | 359           | +41             | 9         |
| Brasil      | 5     | 4        | 1        | 402        | 349           | +53             | 9         |
| Espanha     | 5     | 3        | 2        | 414        | 394           | +20             | 8         |
| Austrália   | 5     | 3        | 2        | 410        | 373           | +37             | 8         |
| Reino Unido | 5     | 1        | 4        | 380        | 405           | −25             | 6         |
| China       | 5     | 0        | 5        | 313        | 439           | −126            | 5         |

|  | Classificados para as quartas |

Quartas de final
| D |  | Argentina | 82–77 | Brasil |  |  |  |

Não avançou
Colocação final: 5.°
Equipe:
Alex Garcia
Anderson Varejão
Caio Torres
Guilherme Giovannoni
Larry Taylor
Leandrinho Barbosa
Marcelinho Huertas
Marcelinho Machado
Marquinhos Vieira
Nenê Hilário
Raulzinho Togni Neto
Tiago Splitter

Referência(s): 
Feminino
Primeira fase
Grupo B
| D |  | França | 73–58 | Brasil |  |  |  |

| D |  | Rússia | 69–59 | Brasil |  |  |  |

| D |  | Austrália | 67–61 | Brasil |  |  |  |

| D |  | Canadá | 79–73 | Brasil |  |  |  |

| V |  | Brasil | 78–66 | Reino Unido |  |  |  |

Colocação no grupo: 5.° - Não avançou
Tabela - Grupo B
| Equipe      | Jogos | Vitórias | Derrotas | Pontos pró | Pontos contra | Saldo de pontos | Pontuação |
| ----------- | ----- | -------- | -------- | ---------- | ------------- | --------------- | --------- |
| França      | 5     | 5        | 0        | 356        | 319           | +37             | 10        |
| Austrália   | 5     | 4        | 1        | 353        | 322           | +31             | 8         |
| Rússia      | 5     | 3        | 2        | 314        | 308           | +6              | 6         |
| Canadá      | 5     | 2        | 3        | 328        | 332           | -4              | 4         |
| Brasil      | 5     | 1        | 4        | 329        | 354           | -25             | 2         |
| Reino Unido | 5     | 0        | 5        | 327        | 372           | -45             | 0         |

|  | Classificados para as quartas de final |

Colocação final: 9.°
Equipe:(*)
Adrianinha Pinto Mafra
Clarissa dos Santos
Damiris Dantas
Érika de Souza
Francielle do Nascimento
Joice Rodrigues
Karla Cristina Costa
Nádia Colhado
Patrícia Chuca
Silvinha Gustavo
Tássia Carcavalli

(*) - A ala Iziane Castro Marques foi cortada do time pelo treinador Luiz Claudio Tarallo após atos de indisciplina e não houve tempo hábil antes da estréia para convocar uma substituta, ficando a equipe com apenas 11 jogadoras e apenas a ala Silvinha no elenco. Fato semelhante ocorreu com a mesma jogadora nos Jogos anteriores em Pequim, daquela vez por atrito com o técnico Paulo Bassul, porém com mais antecedência, durante o Torneio Pré-Olímpico, e houve tempo de completar a equipe.
Referência(s): 

## Voleibol de praia
Masculino
| Atletas                     | Fase de grupos                                                  | Fase de grupos                                                   | Fase de grupos                                        | Fase de grupos | Oitavas de final                                                      | Quartas de final                                                | Semifinal                                               | Disputa do Bronze     | Final                                                         | Colocação final | Referência(s) |
| Atletas                     | Primeira rodada                                                 | Segunda rodada                                                   | Terceira rodada                                       | Grupo          | Oitavas de final                                                      | Quartas de final                                                | Semifinal                                               | Disputa do Bronze     | Final                                                         | Colocação final | Referência(s) |
| Atletas                     | Adversários Resultado                                           | Adversários Resultado                                            | Adversários Resultado                                 | Colocação      | Adversários Resultado                                                 | Adversários Resultado                                           | Adversários Resultado                                   | Adversários Resultado | Adversários Resultado                                         | Colocação final | Referência(s) |
| --------------------------- | --------------------------------------------------------------- | ---------------------------------------------------------------- | ----------------------------------------------------- | -------------- | --------------------------------------------------------------------- | --------------------------------------------------------------- | ------------------------------------------------------- | --------------------- | ------------------------------------------------------------- | --------------- | ------------- |
| Alison Cerutti Emanuel Rego | AUT Alexander Horst / Clemens Doppler V 2-1 (19-21•21-17•16-14) | SUI Jefferson Bellaguarda / Patrick Heuscher V 2-0 (21-17•21-12) | ITA Daniele Lupo / Paolo Nicolai V 2-0 (26-24•21-18)  | Grupo A 1.° Q  | GER Jonathan Erdmann / Kay Matysik V 2-0 (21-16•21-14)                | POL Grzegorz Fijałek / Mariusz Prudel V 2-1 (21-17•16-21•17-15) | LAT Martins Plavins / Janis Smedins V 2-0 (21-15•22-20) | _                     | GER Jonas Reckermann / Julius Brink D 1-2 (21-23•21-16•14-16) | 2.°             | [ 65 ]        |
| Pedro Cunha Ricardo Santos  | NOR Martin Spinnangr / Tarjei Skarlund V 2-0 (21-14•21-18)      | GBR John Garcia-Thompson / Steven Grotowski V 2-0 (21-17•21-12)  | CAN Josh Binstock / Martin Reader V 2-0 (21-18•24-22) | Grupo F 1.° Q  | ESP Adrian Gavira Collado / Pablo Herrera Allepuz V 2-0 (21-18•21-19) | GER Jonas Reckermann / Julius Brink D 0-2 (15-21•19-21)         | Não avançou                                             | Não avançou           | Não avançou                                                   | 5.°             | [ 65 ]        |

Feminino
| Atletas                              | Fase de grupos                                                 | Fase de grupos                                           | Fase de grupos                                               | Fase de grupos | Oitavas de final                                                 | Quartas de final                                   | Semifinal                                                 | Disputa do Bronze                                 | Final                 | Colocação final | Referência(s) |
| Atletas                              | Primeira rodada                                                | Segunda rodada                                           | Terceira rodada                                              | Grupo          | Oitavas de final                                                 | Quartas de final                                   | Semifinal                                                 | Disputa do Bronze                                 | Final                 | Colocação final | Referência(s) |
| Atletas                              | Adversários Resultado                                          | Adversários Resultado                                    | Adversários Resultado                                        | Colocação      | Adversários Resultado                                            | Adversários Resultado                              | Adversários Resultado                                     | Adversários Resultado                             | Adversários Resultado | Colocação final | Referência(s) |
| ------------------------------------ | -------------------------------------------------------------- | -------------------------------------------------------- | ------------------------------------------------------------ | -------------- | ---------------------------------------------------------------- | -------------------------------------------------- | --------------------------------------------------------- | ------------------------------------------------- | --------------------- | --------------- | ------------- |
| Juliana Silva Larissa França         | MRI Elodie Li Yuk Lo / Natacha Rigobert V 2-0 (21-5•21-10)     | GER Ilka Semmler / Katrin Hloltwick V 2-0 (21-5•21-10)   | CZE Hana Klapalova / Lenka Hajeckova V 2-0 (21-12•21-18)     | Grupo A 1.° Q  | NED Madelein Meppelink / Sophie Van Gestel V 2-0 (21-10•21-17)   | GER Laura Ludwig / Sara Goller V 2-0 (21-10•21-19) | USA April Ross / Jennifer Kessy D 1-2 (21-15•19-21•12-15) | CHN Chen Xue / Xi Zhang V 2-1 (11-21•21-19•15-12) | _                     | 3.°             | [ 66 ]        |
| Maria Elisa Antonelli Talita Antunes | NED Madelein Meppelink / Sophie Van Gestel V 2-0 (21-10•21-19) | GER Laura Ludwig / Sara Goller V 2-1 (21-19•29-31•15-13) | AUS Becchara Palmer / Louise Bawden V 2-1 (18-21•21-16•15-9) | Grupo E 1.° Q  | CZE Kristyna Kolocova / Marketa Slukova D 1-2 (16-21•22-20•9-15) | Não avançou                                        | Não avançou                                               | Não avançou                                       | Não avançou           | 9.°             | [ 66 ]        |

## Boxe
Masculino
| Atleta              | Modalidade              | 1ª Rodada                   | 2ª Rodada                     | 3ª Rodada            | Quartas de final                   | Semifinal                   | Final                    | Colocação final | Referência(s) |
| Atleta              | Modalidade              | Adversário Resultado        | Adversário Resultado          | Adversário Resultado | Adversário Resultado               | Adversário Resultado        | Adversário Resultado     | Colocação final | Referência(s) |
| ------------------- | ----------------------- | --------------------------- | ----------------------------- | -------------------- | ---------------------------------- | --------------------------- | ------------------------ | --------------- | ------------- |
| Julião Neto         | peso mosca              | PRK Pak Jong-Chol V 12-8    | PUR Jeyvier Cintrón D 13-18   | Não avançou          | Não avançou                        | Não avançou                 | Não avançou              | =9.°            | [ 67 ]        |
| Robenilson de Jesus | peso galo               | UZB Orzubek Shayimov V 13-7 | RUS Sergey Vodopyanov V 13-11 | _                    | CUB Lázaro Álvarez Estrada D 11-16 | Não avançou                 | Não avançou              | =5.°            | [ 68 ]        |
| Robson Conceição    | peso leve               | GBR Josh Taylor D 9-13      | Não avançou                   | Não avançou          | Não avançou                        | Não avançou                 | Não avançou              | =17.°           | [ 69 ]        |
| Éverton Lopes       | peso meio-médio-ligeiro | Bye                         | CUB Roniel Iglesias D 15-18   | Não avançou          | Não avançou                        | Não avançou                 | Não avançou              | =9.°            | [ 70 ]        |
| Myke de Carvalho    | peso meio-médio         | USA Errol Spence D 10-16    | Não avançou                   | Não avançou          | Não avançou                        | Não avançou                 | Não avançou              | =17.°           | [ 71 ]        |
| Esquiva Falcão      | peso médio              | Bye                         | AZE Soltan Migitinov V 24-11  | _                    | HUN Zoltán Harcsa V 14-10          | GBR Anthony Ogogo V 16-9    | JPN Ryota Murata D 13-14 | 2.°             | [ 72 ]        |
| Yamaguchi Falcão    | peso meio-pesado        | IND Sumit Sangwan V 15-14   | CHN Meng Fanlong V 17+-17     | _                    | CUB Julio César la Cruz V 18-15    | RUS Egor Mekhontcev D 11-23 | _                        | =3.°            | [ 73 ]        |

Feminino
| Atleta         | Modalidade | 1ª Rodada                    | 2ª Rodada            | 3ª Rodada            | Quartas de final            | Semifinal                  | Final                | Colocação final | Referência(s) |
| Atleta         | Modalidade | Adversário Resultado         | Adversário Resultado | Adversário Resultado | Adversário Resultado        | Adversário Resultado       | Adversário Resultado | Colocação final | Referência(s) |
| -------------- | ---------- | ---------------------------- | -------------------- | -------------------- | --------------------------- | -------------------------- | -------------------- | --------------- | ------------- |
| Érica Matos    | peso mosca | VEN Karlha Magliocco D 14-15 | Não avançou          | Não avançou          | Não avançou                 | Não avançou                | Não avançou          | =9.°            | [ 74 ]        |
| Adriana Araújo | peso leve  | KAZ Saida Khassenova V 16-14 | _                    | _                    | MAR Mahjouba Oubtil V 16-12 | RUS Sofya Ochigava D 11-17 | _                    | =3.°            | [ 75 ]        |
| Roseli Feitosa | peso médio | CHN Li Jinzi D 14-19         | Não avançou          | Não avançou          | Não avançou                 | Não avançou                | Não avançou          | =9.°            | [ 76 ]        |

## Canoagem
Masculino
Velocidade
| Atleta                           | Modalidade | Eliminatórias | Eliminatórias | Repescagem | Repescagem | Semifinal | Semifinal | Final     | Final     | Colocação final | Referência(s) |
| Atleta                           | Modalidade | Resultado     | Colocação     | Resultado  | Colocação  | Resultado | Colocação | Resultado | Colocação | Colocação final | Referência(s) |
| -------------------------------- | ---------- | ------------- | ------------- | ---------- | ---------- | --------- | --------- | --------- | --------- | --------------- | ------------- |
| Ronilson de Oliveira             | C-1 200 m  | 42.216        | 5.° Q         | _          | _          | 42.560    | 4.° Q FB  | 44.586    | 4.° FB    | 11.°            | [ 77 ]        |
| Erlon Silva Ronilson de Oliveira | C-2 1000 m | 3:41.014      | 2.° q         | _          | _          | 3:42.101  | 4.° Q FB  | 3:41.484  | 2.° FB    | 10.°            | [ 78 ]        |

Feminino
Slalom
| Atleta     | Modalidade | Preliminares        | Preliminares        | Preliminares    | Final               | Final               | Final           | Colocação final | Referência(s) |
| Atleta     | Modalidade | Corrida 1 Colocação | Corrida 2 Colocação | Total Colocação | Corrida 1 Colocação | Corrida 2 Colocação | Total Colocação | Colocação final | Referência(s) |
| ---------- | ---------- | ------------------- | ------------------- | --------------- | ------------------- | ------------------- | --------------- | --------------- | ------------- |
| Ana Sátila | K-1        | 179.92 21.°         | 110.83 13.°         | 290.75 16.°     | Não avançou         | Não avançou         | Não avançou     | 16.°            | [ 79 ]        |

## Ciclismo
Masculino
BMX
| Atleta         | Modalidade | Qualificação | Qualificação | Quartas   | Quartas   | Semifinal   | Semifinal   | Final       | Final       | Colocação final | Referência(s) |
| Atleta         | Modalidade | Resultado    | Colocação    | Pontuação | Colocação | Pontuação   | Colocação   | Resultado   | Colocação   | Colocação final | Referência(s) |
| -------------- | ---------- | ------------ | ------------ | --------- | --------- | ----------- | ----------- | ----------- | ----------- | --------------- | ------------- |
| Renato Rezende | BMX racing | 38.628       | 8.° Q        | 36        | 8.° DNF   | Não avançou | Não avançou | Não avançou | Não avançou | 32.°            | [ 80 ]        |

Mountain bike cross-country
| Atleta            | Modalidade          | Resultado | Colocação | Referência(s) |
| ----------------- | ------------------- | --------- | --------- | ------------- |
| Rubinho Valeriano | 34.08 km individual | 1:34.23   | 24.°      | [ 81 ]        |

Estrada
Velocidade
| Atleta          | Modalidade          | Resultado | Colocação | Referência(s) |
| --------------- | ------------------- | --------- | --------- | ------------- |
| Murilo Fischer  | 249.5 km individual | 5:46.37   | 32.°      | [ 82 ]        |
| Gregolry Panizo | 249.5 km individual | DNF       | 116.°     | [ 82 ]        |
| Magno Nazaret   | 249.5 km individual | DNF       | 124.°     | [ 82 ]        |

Contrarrelógio
| Atleta        | Modalidade       | Resultado | Colocação | Referência(s) |
| ------------- | ---------------- | --------- | --------- | ------------- |
| Magno Nazaret | 44 km individual | 55:50.77  | 26.°      | [ 83 ]        |

Feminino
BMX
| Atleta      | Modalidade | Qualificação | Qualificação | Quartas   | Quartas   | Semifinal | Semifinal | Final       | Final       | Colocação final | Referência(s) |
| Atleta      | Modalidade | Resultado    | Colocação    | Pontuação | Colocação | Pontuação | Colocação | Resultado   | Colocação   | Colocação final | Referência(s) |
| ----------- | ---------- | ------------ | ------------ | --------- | --------- | --------- | --------- | ----------- | ----------- | --------------- | ------------- |
| Squel Stein | BMX racing | 42.995       | 15.° Q       | _         | _         | 28        | 8.° DNF   | Não avançou | Não avançou | 16.°            | [ 84 ]        |

Estrada
Velocidade
| Atleta                  | Modalidade          | Resultado | Colocação | Referência(s) |
| ----------------------- | ------------------- | --------- | --------- | ------------- |
| Clemilda Fernandes      | 140.3 km individual | 3:36.52   | 23.°      | [ 85 ]        |
| Fernanda da Silva Souza | 140.3 km individual | DNF       | 46.°      | [ 85 ]        |
| Janildes Fernandes      | 140.3 km individual | DNF       | 66.°      | [ 85 ]        |

Contrarrelógio
| Atleta             | Modalidade       | Resultado | Colocação | Referência(s) |
| ------------------ | ---------------- | --------- | --------- | ------------- |
| Clemilda Fernandes | 29 km individual | 41:25.39  | 18.°      | [ 86 ]        |

## Saltos ornamentais
Masculino
| Atleta       | Modalidade      | Preliminar | Preliminar | Semifinal   | Semifinal   | Final       | Final           | Referência(s) |
| Atleta       | Modalidade      | Resultado  | Colocação  | Resultado   | Colocação   | Resultado   | Colocação final | Referência(s) |
| ------------ | --------------- | ---------- | ---------- | ----------- | ----------- | ----------- | --------------- | ------------- |
| César Castro | trampolim 3 m   | 441.90     | 14.° Q     | 388.40      | 17.°        | Não avançou | 14.°            | [ 87 ]        |
| Hugo Parisi  | plataforma 10 m | 363.70     | 30.°       | Não avançou | Não avançou | Não avançou | 30.°            | [ 88 ]        |

Feminino
| Atleta         | Modalidade    | Preliminar | Preliminar | Semifinal   | Semifinal   | Final       | Final           | Referência(s) |
| Atleta         | Modalidade    | Resultado  | Colocação  | Resultado   | Colocação   | Resultado   | Colocação final | Referência(s) |
| -------------- | ------------- | ---------- | ---------- | ----------- | ----------- | ----------- | --------------- | ------------- |
| Juliana Veloso | trampolim 3 m | 241.15     | 28.°       | Não avançou | Não avançou | Não avançou | 28.°            | [ 89 ]        |

## Hipismo
Aberto
Concurso de adestramento
| Atleta        | Cavalo | Modalidade              | Grand Prix          | Grand Prix Special  | Grand Prix Freestyle (final) | Colocação final | Referência(s) |
| Atleta        | Cavalo | Modalidade              | Resultado Colocação | Resultado Colocação | Resultado Colocação          | Colocação final | Referência(s) |
| ------------- | ------ | ----------------------- | ------------------- | ------------------- | ---------------------------- | --------------- | ------------- |
| Luíza Almeida | Pastor | adestramento individual | 65.866 47.°         | Não avançou         | Não avançou                  | 47.°            | [ 90 ]        |

Concurso completo de equitação
| Atleta                                                 | Cavalo                                                     | Modalidade           | Adestramento          | Cross-country         | Saltos                | Total                 | Fase 2                | Fase 3                | Colocação final | Referência(s) |
| Atleta                                                 | Cavalo                                                     | Modalidade           | Penalidades Colocação | Penalidades Colocação | Penalidades Colocação | Penalidades Colocação | Penalidades Colocação | Penalidades Colocação | Colocação final | Referência(s) |
| ------------------------------------------------------ | ---------------------------------------------------------- | -------------------- | --------------------- | --------------------- | --------------------- | --------------------- | --------------------- | --------------------- | --------------- | ------------- |
| Ruy Fonseca                                            | Tom Bombadill Too                                          | equitação individual | 53.90 =48.°           | 26.40 44.°            | 12.00 45.°            | 92.30 42.°            | 80.30 45.°            | 92.30 42.°            | 42.°            | [ 91 ]        |
| Marcelo Tosi                                           | Eleda All Black                                            | equitação individual | 58.00 57.°            | 29.60 45.°            | 10.00 43.°            | 97.60 44.°            | 87.60 47.°            | 97.60 44.°            | 44.°            | [ 91 ]        |
| Márcio Jorge                                           | Josephine MCJ                                              | equitação individual | 58.50 =58.°           | 42.80 51.°            | 4.00 =32.°            | 105.30 46.°           | 101.30 50.°           | 105.30 46.°           | 46.°            | [ 91 ]        |
| Serguei Fofanoff                                       | Barbara TW                                                 | equitação individual | 72.00 73.°            | DNF =60.°             | DNS =60.°             | DNF 74.°              | DNS =60.°             | DNS =60.°             | 74.°            | [ 91 ]        |
| Marcelo Tosi Márcio Jorge Ruy Fonseca Serguei Fofanoff | Eleda All Black Josephine MCJ Tom Bombadill Too Barbara TW | equitação equipe     | 170.40 13.°           | 98.80 10.°            | 26.00 9.°             | 295.20 10.°           | 269.20 10.°           | _                     | 9.°             | [ 92 ]        |

Concurso de saltos
| Atleta | Cavalo                                                    | Modalidade        | Classificatória       | Classificatória       | Classificatória       | Classificatória       | Final                 | Final                 | Final                       | Referência(s) |
| Atleta | Cavalo                                                    | Modalidade        | Rodada 1              | Rodada 2              | Rodada 3              | Total                 | Rodada 1              | Rodada 2              | Total                       | Referência(s) |
| Atleta | Cavalo                                                    | Modalidade        | Penalidades Colocação | Penalidades Colocação | Penalidades Colocação | Penalidades Colocação | Penalidades Colocação | Penalidades Colocação | Penalidades Colocação final | Referência(s) |
| --- | --------------------------------------------------------- | ----------------- | --------------------- | --------------------- | --------------------- | --------------------- | --------------------- | --------------------- | --------------------------- | ------------- |
| Álvaro Doda de Miranda Neto                                                                                            | AD Rahmannshof's Bogeno                                   | saltos individual | 0.00 =1.° Q           | 0.00 =1.° Q           | 8.00 =24.°            | 8.00 =11.° Q          | 4.00 =11.° Q          | 5.00 =13.°            | 9.00 =12.°                  | [ 93 ]        |
| Rodrigo Pessoa | HH Rebozo                                                 | saltos individual | 1.00 =33.° Q          | 4.00 =19.° Q          | 5.00 =21.°            | 10.00 25.° Q          | 4.00 =11.° Q          | 13.00 22.°            | 17.00 22.°                  | [ 93 ]        |
| José Roberto Fernandez Filho                                                                                           | Maestro St. Lois                                          | saltos individual | 0.00 =1.° Q           | 4.00 =19.° Q          | 46.00 45.°            | 50.00 45.°            | Não avançou           | Não avançou           | 50.00 45.°                  | [ 93 ]        |
| Cacá Ribas | Wilexo                                                    | saltos individual | 42.00 =72.°           | Não avançou           | Não avançou           | Não avançou           | Não avançou           | Não avançou           | 42.00 =71.°                 | [ 93 ]        |
| Álvaro Doda de Miranda Neto Cacá Ribas José Roberto Fernandez Filho Rodrigo Pessoa Luiz Francisco de Azevedo (reserva) | AD Rahmannshof's Bogeno Wilexo Maestro St. Lois HH Rebozo | saltos equipe     | _                     | _                     | _                     | _                     | 8.00 =7.°             | 59 8.°                | 67.00 8.°                   | [ 94 ]        |

## Esgrima
Masculino
| Atleta          | Modalidade | Rodada 1                  | Rodada 2                   | Quartas de final     | Semifinal            | Final                | Colocação final | Referência(s) |
| Atleta          | Modalidade | Adversário Resultado      | Adversário Resultado       | Adversário Resultado | Adversário Resultado | Adversário Resultado | Colocação final | Referência(s) |
| --------------- | ---------- | ------------------------- | -------------------------- | -------------------- | -------------------- | -------------------- | --------------- | ------------- |
| Guilherme Toldo | florete    | MAR Lahoussine Ali V 15-6 | USA Race Imboden D 5-15    | Não avançou          | Não avançou          | Não avançou          | =17.°           | [ 95 ]        |
| Athos Schwantes | espada     | NED Bas Verwijlen D 10-15 | Não avançou                | Não avançou          | Não avançou          | Não avançou          | =17.°           | [ 96 ]        |
| Renzo Agresta   | sabre      | Bye                       | GER Benedikt Wagner D 6-15 | Não avançou          | Não avançou          | Não avançou          | =17.°           | [ 97 ]        |

## Futebol
Masculino
Primeira fase
Grupo C
| V |  | Brasil | 3–2 | Egito |  |  |  |

| V |  | Brasil | 3–1 | Bielorrússia |  |  |  |

| V |  | Brasil | 3–0 | Nova Zelândia |  |  |  |

Colocação no grupo: 1.° Q
Tabela - Grupo C
| Equipe        | Jogos | Vitórias | Empates | Derrotas | Gols pró | Gols contra | Saldo de gols | Pontos |
| ------------- | ----- | -------- | ------- | -------- | -------- | ----------- | ------------- | ------ |
| Brasil        | 3     | 3        | 0       | 0        | 9        | 3           | +6            | 9      |
| Egito         | 3     | 1        | 1       | 1        | 6        | 5           | +1            | 4      |
| Bielorrússia  | 3     | 1        | 0       | 2        | 3        | 6           | -3            | 3      |
| Nova Zelândia | 3     | 0        | 1       | 2        | 1        | 5           | -4            | 1      |

|  | Classificados para as quartas de final |

Quartas de final
| V |  | Brasil | 3–2 | Honduras |  |  |  |

Semifinal
| V |  | Brasil | 3–0 | Coreia do Sul |  |  |  |

Final
| D |  | México | 2–1 | Brasil |  |  |  |

Colocação final: 2.°
Equipe:
Alex Sandro
Alexandre Pato
Bruno Uvini
Danilo Luiz
Gabriel Vasconcellos
Hulk Vieira
Juan Jesus
Leandro Damião
Lucas Moura
Marcelo Vieira
Neto Murara
Neymar Júnior
Oscar Emboaba
Paulo Henrique Ganso
Rafael Pereira
Rômulo Monteiro
Sandro Ranieri
Thiago Silva
Carlos Henrique Casemiro (suplente)
Giuliano de Paula (suplente)
Marquinhos Aoás (suplente)
Rafael Cabral (suplente)

Referência(s): 
Feminino
Primeira fase
Grupo E
| V |  | Brasil | 5–0 | Camarões |  |  |  |

| V |  | Brasil | 1–0 | Nova Zelândia |  |  |  |

| D |  | Reino Unido | 1–0 | Brasil |  |  |  |

Colocação no grupo: 2.° Q
Tabela - Grupo E
| Equipe        | Jogos | Vitórias | Empates | Derrotas | Gols pró | Gols contra | Saldo de gols | Pontos |
| ------------- | ----- | -------- | ------- | -------- | -------- | ----------- | ------------- | ------ |
| Reino Unido   | 3     | 3        | 0       | 0        | 5        | 0           | +5            | 9      |
| Brasil        | 3     | 2        | 0       | 1        | 6        | 1           | +5            | 6      |
| Nova Zelândia | 3     | 1        | 0       | 2        | 3        | 3           | 0             | 3      |
| Camarões      | 3     | 0        | 0       | 3        | 1        | 11          | -10           | 0      |

|  | Classificados para as semifinais |

Quartas de final
| D |  | Japão | 2–0 | Brasil |  |  |  |

Não avançou
Colocação final: 6.°
Equipe:
Aline Pellegrino
Andréia Suntaque
Bárbara Barbosa
Bruna Benites
Cristiane Rozeira
Daiane Bagé
Elaine Estrela
Érika Santos
Ester Santos
Fabiana Simões
Francielle Alberto
Grazi Nascimento
Marta Vieira
Maurine Gonçalves
Miraíldes Formiga
Renata Kóki
Rosana Augusto
Thaís Guedes
Dani Silva (suplente)
Debinha Oliveira (suplente)
Gabi Zanotti (suplente)
Tânia Maranhão (suplente)
Thaís Picarte (suplente)

Referência(s): 

## Handebol
Feminino
Primeira fase
Grupo A
| V |  | Brasil | 24–23 | Croácia |  |  |  |

| V |  | Brasil | 27–25 | Montenegro |  |  |  |

| V |  | Brasil | 30–17 | Reino Unido |  |  |  |

| D |  | Rússia | 31–27 | Brasil |  |  |  |

| V |  | Brasil | 29–26 | Angola |  |  |  |

Colocação no grupo: 1.° Q
Tabela - Grupo A
| Equipe      | Jogos | Vitórias | Empates | Derrotas | Gols pró | Gols contra | Saldo de gols | Pontos |
| ----------- | ----- | -------- | ------- | -------- | -------- | ----------- | ------------- | ------ |
| Brasil      | 5     | 4        | 0       | 1        | 137      | 122         | +15           | 8      |
| Croácia     | 5     | 4        | 0       | 1        | 145      | 115         | +30           | 8      |
| Rússia      | 5     | 3        | 1       | 1        | 151      | 125         | +26           | 7      |
| Montenegro  | 5     | 2        | 1       | 2        | 137      | 123         | +14           | 5      |
| Angola      | 5     | 1        | 0       | 4        | 132      | 142         | -10           | 2      |
| Reino Unido | 5     | 0        | 0       | 5        | 91       | 166         | -75           | 0      |

|  | Classificados para as quartas de final |

Quartas de final
| D |  | Noruega | 21–19 | Brasil |  |  |  |

Não avançou
Colocação final: 9.°
Equipe:
Alexandra Nascimento
Ana Paula Belo
Chana Masson
Dani Piedade
Dara Diniz
Deonise Fachinello
Duda Amorim
Fernanda França da Silva
Francine Cararo
Jéssica Quintino
May Moura
Mayssa Pessoa
Samira Rocha
Sílvia Pinheiro
Jaqueline Anastácio (suplente)

Referência(s): 

## Judô
Masculino
| Atleta            | Modalidade       | Rodada 1                      | Rodada 2                            | Rodada 3                                   | Quartas de final                       | Repescagem                  | Semifinal                   | Disputa de 3.°           | Final                | Colocação final | Referência(s) |
| Atleta            | Modalidade       | Adversário Resultado          | Adversário Resultado                | Adversário Resultado                       | Adversário Resultado                   | Adversário Resultado        | Adversário Resultado        | Adversário Resultado     | Adversário Resultado | Colocação final | Referência(s) |
| ----------------- | ---------------- | ----------------------------- | ----------------------------------- | ------------------------------------------ | -------------------------------------- | --------------------------- | --------------------------- | ------------------------ | -------------------- | --------------- | ------------- |
| Felipe Kitadai    | peso ligeiro     | Bye                           | MGL Tumurkhuleg Davaador V Waza-ari | SAU Eisa Majrashi V Waza-ari awasete Ippon | UZB Rishod Sobirov D Ippon             | KOR Choi Gwang-Hyeon V Yuko | _                           | ITA Elio Verde V Yuko    | _                    | =3.°            | [ 101 ]       |
| Leandro Cunha     | peso meio-leve   | Bye                           | POL Pawel Zagrodnik D Yuko          | Não avançou                                | Não avançou                            | Não avançou                 | Não avançou                 | Não avançou              | Não avançou          | =17.°           | [ 102 ]       |
| Bruno Mendonça    | peso leve        | Bye                           | RWA Fred Yannick Wase V Ippon       | NED Dex Elmont D Yuko                      | Não avançou                            | Não avançou                 | Não avançou                 | Não avançou              | Não avançou          | =8.°            | [ 103 ]       |
| Leandro Guilheiro | peso meio-médio  | Bye                           | LAT Konstantins Ovchinnikovs V Yuko | MAR Saffouane Attaf V Ippon                | USA Travis Stevens D Waza-ari          | JPN Takahiro Nakai D Yuko   | Não avançou                 | Não avançou              | Não avançou          | =7.°            | [ 104 ]       |
| Tiago Camilo      | peso médio       | UKR Roman Hontiuk V Ippon     | ITA Roberto Meloni V Ippon          | _                                          | UZB Dilshod Choriev V Yuko             | _                           | KOR Song Dae-Nam D Waza-ari | GRE Ilias Iliadis D Yuko | _                    | =5.°            | [ 105 ]       |
| Luciano Corrêa    | peso meio-pesado | MLI Oumar Cone V Ippon        | NED Henk Grol D Waza-ari            | Não avançou                                | Não avançou                            | Não avançou                 | Não avançou                 | Não avançou              | Não avançou          | =9.°            | [ 106 ]       |
| Rafael Silva      | peso pesado      | ISL Thormodur Jonsson V Ippon | LTU Marius Paškevičius V Ippon      | _                                          | RUS Aleksandr Mikhailine D Yusei-gachi | HUN Barna Bor V Yusei-gachi | _                           | KOR Kim Seong-Min V Yuko | _                    | =3.°            | [ 107 ]       |

Feminino
| Atleta                 | Modalidade       | Rodada 1                            | Rodada 2                                   | Rodada 3             | Quartas de final                              | Repescagem                      | Semifinal                     | Disputa de 3.°               | Final                        | Colocação final | Referência(s) |
| Atleta                 | Modalidade       | Adversário Resultado                | Adversário Resultado                       | Adversário Resultado | Adversário Resultado                          | Adversário Resultado            | Adversário Resultado          | Adversário Resultado         | Adversário Resultado         | Colocação final | Referência(s) |
| ---------------------- | ---------------- | ----------------------------------- | ------------------------------------------ | -------------------- | --------------------------------------------- | ------------------------------- | ----------------------------- | ---------------------------- | ---------------------------- | --------------- | ------------- |
| Sarah Menezes          | peso ligeiro     | VIE Văn Ngọc Tú V Yuko              | FRA Laëtitia Payet V Yuko                  | _                    | CHN Wu Shugen V Yuko                          | _                               | BEL Charline Van Snick V Yuko | _                            | ROU Alina Dumitru V Waza-ari | 1.°             | [ 108 ]       |
| Érika Miranda          | peso meio-leve   | Bye                                 | KOR Kim Gyeong-Ok D Ippon                  | Não avançou          | Não avançou                                   | Não avançou                     | Não avançou                   | Não avançou                  | Não avançou                  | =9.°            | [ 109 ]       |
| Rafaela Silva          | peso leve        | GER Miryam Roper V Yuko             | HUN Hedvig Karakas D Hansoku-make          | Não avançou          | Não avançou                                   | Não avançou                     | Não avançou                   | Não avançou                  | Não avançou                  | =9.°            | [ 110 ]       |
| Mariana Silva          | peso meio-médio  | CHN Lili Xu D Waza-ari              | Não avançou                                | Não avançou          | Não avançou                                   | Não avançou                     | Não avançou                   | Não avançou                  | Não avançou                  | =17.°           | [ 111 ]       |
| Maria Portela          | peso médio       | COL Yuri Alvear D Ippon             | Não avançou                                | Não avançou          | Não avançou                                   | Não avançou                     | Não avançou                   | Não avançou                  | Não avançou                  | =17.°           | [ 112 ]       |
| Mayra Aguiar           | peso meio-pesado | Bye                                 | TUN Hana Mareghni V Waza-ari awasete Ippon | _                    | POL Daria Pogorzelec V Waza-ari awasete Ippon | _                               | USA Kayla Harrison D Ippon    | NED Marhinde Verkerk V Ippon | _                            | =3.°            | [ 113 ]       |
| Maria Suellen Altheman | peso pesado      | FRA Anne-Sophie Mondiere V Waza-ari | TUN Nihel Cheikrouhou V Ippon              | _                    | JPN Mika Sugimoto D Ippon                     | KAZ Gulzhan Issanova V Waza-ari | _                             | CHN Wen Tong D Ippon         | _                            | =5.°            | [ 114 ]       |

## Maratona aquática
Feminino
| Atleta          | Evento              | Prova     | Prova     | Referência(s) |
| Atleta          | Evento              | Resultado | Colocação | Referência(s) |
| --------------- | ------------------- | --------- | --------- | ------------- |
| Poliana Okimoto | águas abertas 10 km | DNF       | 22.°      | [ 115 ]       |

## Pentatlo moderno
Feminino
| Atleta       | Modalidade | provas simples                         | provas simples      | provas simples             | provas combinadas | provas combinadas            | Pontuação | Colocação final | Referência(s) |
| Atleta       | Modalidade | Esgrima espada 1 toque pontos corridos | Natação 200 m livre | Hipismo concurso de saltos | Tiro pistola 3x5  | Corrida cross-country 3000 m | Pontuação | Colocação final | Referência(s) |
| Atleta       | Modalidade | Colocação                              | Colocação           | Colocação                  | Colocação         | Colocação                    | Pontuação | Colocação final | Referência(s) |
| ------------ | ---------- | -------------------------------------- | ------------------- | -------------------------- | ----------------- | ---------------------------- | --------- | --------------- | ------------- |
| Yane Marques | individual | =6.°                                   | 6.°                 | Cavalo: Over The Odds 9.°  | 5.°               | 12.°                         | 5340.00   | 3.°             | [ 116 ]       |

## Remo
Masculino
| Atleta           | Modalidade      | Eliminatórias | Eliminatórias | Repescagem | Repescagem | Quartas de final | Quartas de final | Semifinal | Semifinal | Final     | Final     | Colocação final | Referência(s) |
| Atleta           | Modalidade      | Resultado     | Colocação     | Resultado  | Colocação  | Resultado        | Colocação        | Resultado | Colocação | Resultado | Colocação | Colocação final | Referência(s) |
| ---------------- | --------------- | ------------- | ------------- | ---------- | ---------- | ---------------- | ---------------- | --------- | --------- | --------- | --------- | --------------- | ------------- |
| Anderson Nocetti | esquife simples | 7:03.78       | 4.° R         | 7:07.17    | 1.° Q      | 7:17.37          | 6.° q SF C/D     | 7:54.18   | 5.° q FD  | 7:25.23   | 1º FD     | 19.°            | [ 117 ]       |

Feminino
| Atleta                          | Modalidade         | Eliminatórias | Eliminatórias | Repescagem | Repescagem | Quartas de final | Quartas de final | Semifinal | Semifinal | Final     | Final     | Colocação final | Referência(s) |
| Atleta                          | Modalidade         | Resultado     | Colocação     | Resultado  | Colocação  | Resultado        | Colocação        | Resultado | Colocação | Resultado | Colocação | Colocação final | Referência(s) |
| ------------------------------- | ------------------ | ------------- | ------------- | ---------- | ---------- | ---------------- | ---------------- | --------- | --------- | --------- | --------- | --------------- | ------------- |
| Kissya Costa                    | esquife simples    | 8:07.75       | 4º Q          | _          | _          | 8:12.26          | 5.° q SF C/D     | 8:01.64   | 2.° q FC  | DNS       | 6.° FC    | 18.° DQ (*)     | [ 118 ]       |
| Fabiana Beltrame Luana Bartholo | esquife leve duplo | 7:34.37       | 6.° R         | 7:27.46    | 4.° q FC   | _                | _                | _         | _         | 7:41.43   | 1.° FC    | 13.°            | [ 119 ]       |

(*) Kissya Costa foi desqualificada após as semifinais ao testar positivo para a substância eritropoietina.

## Vela
Masculino
| Atleta                     | Modalidade             | Regatas             | Regatas             | Regatas             | Regatas             | Regatas             | Regatas             | Regatas             | Regatas             | Regatas             | Regatas             | Regatas                | Colocação final     | Referência(s) |
| Atleta                     | Modalidade             | 1                   | 2                   | 3                   | 4                   | 5                   | 6                   | 7                   | 8                   | 9                   | 10                  | 11 (regata da medalha) | Colocação final     | Referência(s) |
| Atleta                     | Modalidade             | Pontuação Colocação | Pontuação Colocação | Pontuação Colocação | Pontuação Colocação | Pontuação Colocação | Pontuação Colocação | Pontuação Colocação | Pontuação Colocação | Pontuação Colocação | Pontuação Colocação | Pontuação Colocação    | Pontuação Colocação | Referência(s) |
| -------------------------- | ---------------------- | ------------------- | ------------------- | ------------------- | ------------------- | ------------------- | ------------------- | ------------------- | ------------------- | ------------------- | ------------------- | ---------------------- | ------------------- | ------------- |
| Ricardo Winicki            | classe windsurf (RS:X) | 14.00 14.°          | 9.00 9.°            | 8.00 8.°            | 21.00 21.°          | 14.00 14.°          | 22.00 22.°          | 4.00 4.°            | 10.00 10.°          | 5.00 5.°            | 18.00 18.°          | 10.00 5.°              | 135.00/113.00 9.°   | [ 120 ]       |
| Bruno Fontes               | classe laser           | 17.00 17.°          | 2.00 2.°            | 12.00 12.°          | 19.00 19.°          | 10.00 10.°          | 27.00 27.°          | 23.00 23.°          | 21.00 21.°          | 16.00 16.°          | 5.00 5.°            | Não avançou            | 152.00/125.00 13.°  | [ 121 ]       |
| Bruno Prada Robert Scheidt | classe star            | 4.00 4.°            | 1.00 1.°            | 9.00 9.°            | 6.00 6.°            | 2.00 2.°            | 1.00 1.°            | 3.00 3.°            | 5.00 5.°            | 1.00 1.°            | 3.00 3.°            | 14.00 7.°              | 49.00/40.00 3.°     | [ 122 ]       |
| Jorge Zarif                | classe finn            | 15.00 15.°          | 20.00 20.°          | 14.00 14.°          | 20.00 20.°          | 16.00 16.°          | 24.00 24.°          | 14.00 14.°          | 21.00 21.°          | 19.00 19.°          | 21.00 21.°          | X                      | 184.00/160.00 20.°  | [ 123 ]       |

Feminino
| Atleta                          | Modalidade             | Regatas             | Regatas             | Regatas             | Regatas             | Regatas             | Regatas             | Regatas             | Regatas             | Regatas             | Regatas             | Regatas                | Colocação final     | Referência(s) |
| Atleta                          | Modalidade             | 1                   | 2                   | 3                   | 4                   | 5                   | 6                   | 7                   | 8                   | 9                   | 10                  | 11 (regata da medalha) | Colocação final     | Referência(s) |
| Atleta                          | Modalidade             | Pontuação Colocação | Pontuação Colocação | Pontuação Colocação | Pontuação Colocação | Pontuação Colocação | Pontuação Colocação | Pontuação Colocação | Pontuação Colocação | Pontuação Colocação | Pontuação Colocação | Pontuação Colocação    | Pontuação Colocação | Referência(s) |
| ------------------------------- | ---------------------- | ------------------- | ------------------- | ------------------- | ------------------- | ------------------- | ------------------- | ------------------- | ------------------- | ------------------- | ------------------- | ---------------------- | ------------------- | ------------- |
| Patrícia Freitas                | classe windsurf (RS:X) | 13.00 13.°          | 13.00 13.°          | 16.00 16.°          | 12.00 12.°          | 13.00 13.°          | 17.00 17.°          | 16.00 16.°          | 19.00 19.°          | 2.00 2.°            | 8.00 8.°            | Não avançou            | 129.00/110.00 13.°  | [ 124 ]       |
| Adriana Kostiw                  | classe laser radial    | 11.00 11.°          | 15.00 15.°          | 27.00 27.°          | 31.00 31.°          | 25.00 25.°          | 17.00 17.°          | 42.00 DQ =40.°      | 26.00 26.°          | 30.00 30.°          | 34.00 34.°          | Não avançou            | 258.00/216.00 25.°  | [ 125 ]       |
| Ana Barbachan Fernanda Oliveira | classe 470             | 11.00 11.°          | 5.00 5.°            | 14.00 14.°          | 1.00 1.°            | 6.00 6.°            | 10.00 10.°          | 10.00 10.°          | 9.00 9.°            | 5.00 5.°            | 4.00 4.°            | 14.00 7.°              | 89.00/75.00 6.°     | [ 126 ]       |

## Tiro esportivo
Masculino
| Atleta        | Modalidade           | Classificatória | Classificatória | Final       | Final     | Referência(s) |
| Atleta        | Modalidade           | Resultado       | Colocação       | Resultado   | Colocação | Referência(s) |
| ------------- | -------------------- | --------------- | --------------- | ----------- | --------- | ------------- |
| Filipe Fuzaro | dupla fossa Olímpica | 131.00          | 17.°            | Não avançou | 17.°      | [ 127 ]       |

Feminino
| Atleta          | Modalidade             | Classificatória | Classificatória | Final       | Final     | Referência(s) |
| Atleta          | Modalidade             | Resultado       | Colocação       | Resultado   | Colocação | Referência(s) |
| --------------- | ---------------------- | --------------- | --------------- | ----------- | --------- | ------------- |
| Ana Luíza Mello | pistola de ar 10 m     | 367.00          | 43.°            | Não avançou | 43.°      | [ 128 ]       |
| Ana Luíza Mello | pistola esportiva 25 m | 560.00          | 39.°            | Não avançou | 39.°      | [ 129 ]       |

## Natação
Masculino
| Atleta | Modalidade      | Eliminatória | Eliminatória | Semifinal   | Semifinal   | Final       | Final     | Referência(s) |
| Atleta | Modalidade      | Resultado    | Colocação    | Resultado   | Colocação   | Resultado   | Colocação | Referência(s) |
| --- | --------------- | ------------ | ------------ | ----------- | ----------- | ----------- | --------- | ------------- |
| Bruno Fratus | 50 m livre      | 21.82        | 2.° Q        | 21.63       | 1.° Q       | 21.61       | 4.°       | [ 130 ]       |
| César Cielo | 50 m livre      | 21.80        | 1.° Q        | 21.54       | 1.° Q       | 21.59       | 3.°       | [ 130 ]       |
| César Cielo | 100 m livre     | 48.67        | 5.° Q        | 48.17       | 2.° Q       | 47.92       | 6.°       | [ 131 ]       |
| Nicolas Oliveira                                                                                                | 100 m livre     | 49.51        | 8.°          | Não avançou | Não avançou | Não avançou | 24.°      | [ 131 ]       |
| Daniel Orzechowski                                                                                              | 100 m costas    | 55.16        | 8.°          | Não avançou | Não avançou | Não avançou | 28.°      | [ 132 ]       |
| Leonardo de Deus                                                                                                | 200 m costas    | 1:58.22      | 5.° Q        | 1:58.14     | 7.°         | Não avançou | 13.°      | [ 133 ]       |
| Felipe França                                                                                                   | 100 m peito     | 1:00.38      | 6.° Q        | 1:00.01     | 5.° Q       | Não avançou | 12.°      | [ 134 ]       |
| Felipe Lima | 100 m peito     | 1:00.57      | 5.° Q        | 1:00.08     | 8.°         | Não avançou | 13.°      | [ 134 ]       |
| Tales Cerdeira                                                                                                  | 200 m peito     | 2:11.05      | 4.° Q        | 2:09.77     | 4.°         | Não avançou | 9.°       | [ 135 ]       |
| Henrique Barbosa                                                                                                | 200 m peito     | 2:12.05      | 6.°          | Não avançou | Não avançou | Não avançou | 19.°      | [ 135 ]       |
| Kaio Márcio Almeida                                                                                             | 100 m borboleta | 53.14        | 8.°          | Não avançou | Não avançou | Não avançou | 28.°      | [ 136 ]       |
| Kaio Márcio Almeida                                                                                             | 200 m borboleta | 1:56.99      | 5.°          | Não avançou | Não avançou | Não avançou | =17.°     | [ 137 ]       |
| Leonardo de Deus                                                                                                | 200 m borboleta | 1:58.03      | 7.°          | Não avançou | Não avançou | Não avançou | 21.°      | [ 137 ]       |
| Thiago Pereira                                                                                                  | 200 m medley    | 1:58.31      | 2.° Q        | 1:57.45     | 2.° Q       | 1:56.74     | 4.°       | [ 138 ]       |
| Henrique Rodrigues                                                                                              | 200 m medley    | 1:59.37      | 4.° Q        | 1:59.58     | 5.°         | Não avançou | 12.°      | [ 138 ]       |
| Thiago Pereira                                                                                                  | 400 m medley    | 4:12.39      | 2.° Q        | _           | _           | 4:08.86     | 2.°       | [ 139 ]       |
| Bruno Fratus Marcelo Chierighini Nicholas Santos Nicolas Oliveira César Cielo (reserva) João de Lucca (reserva) | 4x100 m livre   | 3:16.14      | 4.°          | Não avançou | Não avançou | Não avançou | 9.°       | [ 140 ]       |
| Felipe França Kaio Márcio Almeida Marcelo Chierighini Thiago Pereira César Cielo (reserva)                      | 4x100 m medley  | 3:37.00      | 8.°          | Não avançou | Não avançou | Não avançou | 15.°      | [ 141 ]       |

Feminino
| Atleta            | Modalidade      | Eliminatória | Eliminatória | Semifinal   | Semifinal   | Final       | Final     | Referência(s) |
| Atleta            | Modalidade      | Resultado    | Colocação    | Resultado   | Colocação   | Resultado   | Colocação | Referência(s) |
| ----------------- | --------------- | ------------ | ------------ | ----------- | ----------- | ----------- | --------- | ------------- |
| Graciele Herrmann | 50 m livre      | 25.44        | 7.°          | Não avançou | Não avançou | Não avançou | 22.°      | [ 142 ]       |
| Daynara de Paula  | 100 m livre     | 55.94        | 3.°          | Não avançou | Não avançou | Não avançou | 26.°      | [ 143 ]       |
| Daynara de Paula  | 100 m borboleta | 1:00.14      | 8.°          | Não avançou | Não avançou | Não avançou | 33.°      | [ 144 ]       |
| Joanna Maranhão   | 200 m borboleta | 2:13.17      | 8.°          | Não avançou | Não avançou | Não avançou | 26.°      | [ 145 ]       |
| Fabíola Molina    | 100 m costas    | 1:01.40      | 7.°          | Não avançou | Não avançou | Não avançou | 24.°      | [ 146 ]       |
| Joanna Maranhão   | 200 m medley    | 2:14.26      | 7.° Q        | 2:14.74     | 8.°         | Não avançou | 15.°      | [ 147 ]       |
| Joanna Maranhão   | 400 m medley    | DNS          | 8.°          | Não avançou | Não avançou | Não avançou | 36.°      | [ 148 ]       |

## Tênis de mesa
Masculino
| Atleta                                     | Modalidade | Preliminar           | Rodada 1                  | Rodada 2             | Rodada 3             | Décimas sextas de final | Oitavas de final     | Quartas de final     | Semifinal            | Final                | Final           | Referência(s) |
| Atleta                                     | Modalidade | Adversário Resultado | Adversário Resultado      | Adversário Resultado | Adversário Resultado | Adversário Resultado    | Adversário Resultado | Adversário Resultado | Adversário Resultado | Adversário Resultado | Colocação final | Referência(s) |
| ------------------------------------------ | ---------- | -------------------- | ------------------------- | -------------------- | -------------------- | ----------------------- | -------------------- | -------------------- | -------------------- | -------------------- | --------------- | ------------- |
| Hugo Hoyama                                | simples    | _                    | POL Zengyi Wang D 3-4     | Não avançou          | Não avançou          | Não avançou             | Não avançou          | Não avançou          | Não avançou          | Não avançou          | =49.°           | [ 149 ]       |
| Gustavo Tsuboi                             | simples    | _                    | IND Soumyajit Ghosh D 2-4 | Não avançou          | Não avançou          | Não avançou             | Não avançou          | Não avançou          | Não avançou          | Não avançou          | =49.°           | [ 149 ]       |
| Gustavo Tsuboi Hugo Hoyama Thiago Monteiro | equipe     | _                    | HKG Hong Kong D 0-3       | Não avançou          | Não avançou          | Não avançou             | Não avançou          | Não avançou          | Não avançou          | Não avançou          | =9.°            | [ 150 ]       |

Feminino
| Atleta                                | Modalidade | Preliminar                    | Rodada 1                | Rodada 2             | Rodada 3             | Décimas sextas de final | Oitavas de final     | Quartas de final     | Semifinal            | Final                | Final           | Referência(s) |
| Atleta                                | Modalidade | Adversário Resultado          | Adversário Resultado    | Adversário Resultado | Adversário Resultado | Adversário Resultado    | Adversário Resultado | Adversário Resultado | Adversário Resultado | Adversário Resultado | Colocação final | Referência(s) |
| ------------------------------------- | ---------- | ----------------------------- | ----------------------- | -------------------- | -------------------- | ----------------------- | -------------------- | -------------------- | -------------------- | -------------------- | --------------- | ------------- |
| Lígia Silva                           | simples    | VAN Anolyn Lulu V 4-0         | AUS Jian-Fang Lay D 1-4 | Não avançou          | Não avançou          | Não avançou             | Não avançou          | Não avançou          | Não avançou          | Não avançou          | =49.°           | [ 151 ]       |
| Caroline Kumahara                     | simples    | DJI Yasmin Farah Hassan V 4-0 | GBR Joanna Parker D 0-4 | Não avançou          | Não avançou          | Não avançou             | Não avançou          | Não avançou          | Não avançou          | Não avançou          | =49.°           | [ 151 ]       |
| Caroline Kumahara Gui Lin Lígia Silva | equipe     | _                             | KOR Coreia do Sul D 0-3 | Não avançou          | Não avançou          | Não avançou             | Não avançou          | Não avançou          | Não avançou          | Não avançou          | =9.°            | [ 152 ]       |

## Taekwondo
Masculino
| Atleta      | Modalidade | Rodada 1              | Quartas de final             | Semifinal                           | Repescagem 1         | Repescagem 2         | Disputa de 3.°              | Final                | Colocação final | Referência(s) |
| Atleta      | Modalidade | Adversário Resultado  | Adversário Resultado         | Adversário Resultado                | Adversário Resultado | Adversário Resultado | Adversário Resultado        | Adversário Resultado | Colocação final | Referência(s) |
| ----------- | ---------- | --------------------- | ---------------------------- | ----------------------------------- | -------------------- | -------------------- | --------------------------- | -------------------- | --------------- | ------------- |
| Diogo Silva | peso pena  | UZB Dmitriy Kim V 3-2 | JOR Mohammad Abulibdeh V 7-5 | IRI Mohammad Bagheri Motamed D 5-5+ | _                    | _                    | USA Terrence Jennings D 5-8 | _                    | =5.°            | [ 153 ]       |

Feminino
| Atleta            | Modalidade  | Rodada 1               | Quartas de final     | Semifinal            | Repescagem 1         | Repescagem 2         | Disputa de 3.°       | Final                | Colocação final | Referência(s) |
| Atleta            | Modalidade  | Adversário Resultado   | Adversário Resultado | Adversário Resultado | Adversário Resultado | Adversário Resultado | Adversário Resultado | Adversário Resultado | Colocação final | Referência(s) |
| ----------------- | ----------- | ---------------------- | -------------------- | -------------------- | -------------------- | -------------------- | -------------------- | -------------------- | --------------- | ------------- |
| Natália Falavigna | peso pesado | KOR Lee In-Jong D 9-13 | Não avançou          | Não avançou          | Não avançou          | Não avançou          | Não avançou          | Não avançou          | =11.°           | [ 154 ]       |

## Tênis
Masculino
| Atleta                    | Modalidade | Trigésimas segundas de final                | Décimas sextas de final                          | Oitavas de final                                         | Quartas de final                                        | Semifinal            | Decisão do bronze    | Final                | Colocação | Referência(s) |
| Atleta                    | Modalidade | Adversário Resultado                        | Adversário Resultado                             | Adversário Resultado                                     | Adversário Resultado                                    | Adversário Resultado | Adversário Resultado | Adversário Resultado | Colocação | Referência(s) |
| ------------------------- | ---------- | ------------------------------------------- | ------------------------------------------------ | -------------------------------------------------------- | ------------------------------------------------------- | -------------------- | -------------------- | -------------------- | --------- | ------------- |
| Thomaz Bellucci           | simples    | FRA Jo-Wilfried Tsonga D 1-2 (7-65•4-6•4-6) | Não avançou                                      | Não avançou                                              | Não avançou                                             | Não avançou          | Não avançou          | Não avançou          | =33.°     | [ 155 ]       |
| Bruno Soares Marcelo Melo | duplas     | _                                           | USA Andy Roddick / John Isner V 2-0 (6-2•6-4)    | CZE Radek Štěpánek / Tomáš Berdych V 2-1 (1-6•6-4•24-22) | FRA Jo-Wilfried Tsonga / Michaël Llodra D 0-2 (4-6•2-6) | Não avançou          | Não avançou          | Não avançou          | =5.°      | [ 156 ]       |
| André Sá Thomaz Bellucci  | duplas     | _                                           | USA Bob Bryan / Mike Bryan D 1-2 (65-7•7-65•3-6) | Não avançou                                              | Não avançou                                             | Não avançou          | Não avançou          | Não avançou          | =17.°     | [ 156 ]       |

## Triatlo
Masculino
| Atleta           | Modalidade         | Natação 1500 m | Transição ciclismo | Ciclismo 40 km | Transição corrida | Corrida 10 km | Colocação final | Referência(s) |
| ---------------- | ------------------ | -------------- | ------------------ | -------------- | ----------------- | ------------- | --------------- | ------------- |
| Reinaldo Colucci | distância Olímpica | 18:56 50.°     | 0:41 =29.°         | 58:47 =8.°     | 0:28 =6.°         | 32:07 33.°    | 1:50:59 36.°    | [ 157 ]       |
| Diogo Sclebin    | distância Olímpica | 18:10 42.°     | 0:41 =29.°         | 59:36 =36.°    | 0:31 =37.°        | 32:53 41.°    | 1:51:51 44.°    | [ 157 ]       |

Feminino
| Atleta           | Modalidade         | Natação 1500 m | Transição ciclismo | Ciclismo 40 km | Transição corrida | Corrida 10 km | Colocação final | Referência(s) |
| ---------------- | ------------------ | -------------- | ------------------ | -------------- | ----------------- | ------------- | --------------- | ------------- |
| Pâmella Oliveira | distância Olímpica | 18:27 4.°      | 0:42 =20.°         | 1:08:16 39.°   | 0:36 =47.°        | 36:01 27.°    | 2:04:02 30.°    | [ 158 ]       |

## Voleibol
Masculino
Primeira fase
Grupo B
| V |  | Brasil | 3–0 | Tunísia | (31-29•25-18•25-17) |  |  |

| V |  | Brasil | 3–0 | Rússia | (25-21•25-23•25-21) |  |  |

| D |  | Estados Unidos | 3–1 | Brasil | (23-25•27-25•25-19•25-17) |  |  |

| V |  | Brasil | 3–2 | Sérvia | (22-25•25-15•20-25•25-22•15-9) |  |  |

| V |  | Brasil | 3–0 | Alemanha | (25-21•25-22•25-19) |  |  |

Colocação no grupo: 2.° Q
Tabela - Grupo B
| Equipe         | Jogos | Vitórias | Derrotas | Sets pró | Sets contra | Saldo de sets | Pontos |
| -------------- | ----- | -------- | -------- | -------- | ----------- | ------------- | ------ |
| Estados Unidos | 5     | 4        | 1        | 14       | 4           | +10           | 13     |
| Brasil         | 5     | 4        | 1        | 13       | 5           | +8            | 11     |
| Rússia         | 5     | 4        | 1        | 12       | 5           | +7            | 11     |
| Alemanha       | 5     | 2        | 3        | 6        | 11          | -5            | 5      |
| Sérvia         | 5     | 1        | 4        | 7        | 13          | -6            | 5      |
| Tunísia        | 5     | 0        | 5        | 1        | 15          | -14           | 0      |

|  | Classificados para as quartas de final |

Quartas de final
| V |  | Brasil | 3–0 | Argentina | (25-19•25-17•25-20) |  |  |

Semifinal
| V |  | Brasil | 3–0 | Itália | (25-21•25-12•25-21) |  |  |

Final
| D |  | Rússia | 3–2 | Brasil | (19-25•20-25•29-27•25-22•15-9) |  |  |

Colocação final: 2.°
Equipe:
Bruno Rezende
Dante Amaral
Giba Godoy
Leandro Vissotto
Lucão Saatkamp
Murilo Endres
Ricardinho Garcia
Rodrigão Santana
Sérgio Dutra
Sidão dos Santos
Thiago Alves
Wallace de Souza

Referência(s): 
Feminino
Primeira fase
Grupo B
| V |  | Brasil | 3–2 | Turquia | (25-18•23-25•25-19•25-27•15-12) |  |  |

| D |  | Estados Unidos | 3–1 | Brasil | (25-18•25-17•22-25•25-21) |  |  |

| D |  | Coreia do Sul | 3–0 | Brasil | (25-23•25-21•25-21) |  |  |

| V |  | Brasil | 3–2 | China | (25-16•20-25•25-18•28-30•15-10) |  |  |

| V |  | Brasil | 3–0 | Sérvia | (25-10•25-22•25-16) |  |  |

Colocação no grupo: 4.° Q
Tabela - Grupo B
| Equipe         | Jogos | Vitórias | Derrotas | Sets pró | Sets contra | Saldo de sets | Pontos |
| -------------- | ----- | -------- | -------- | -------- | ----------- | ------------- | ------ |
| Estados Unidos | 5     | 5        | 0        | 15       | 2           | +13           | 15     |
| China          | 5     | 3        | 2        | 11       | 10          | +1            | 9      |
| Coreia do Sul  | 5     | 2        | 3        | 11       | 10          | +1            | 8      |
| Brasil         | 5     | 3        | 2        | 10       | 10          | 0             | 7      |
| Turquia        | 5     | 2        | 3        | 9        | 11          | -2            | 6      |
| Sérvia         | 5     | 0        | 5        | 2        | 15          | -13           | 0      |

|  | Classificados para as quartas de final |

Quartas de final
| V |  | Brasil | 3–2 | Rússia | (24-26•25-22•19-25•25-22•21-19) |  |  |

Semifinal
| V |  | Brasil | 3–0 | Japão | (25-18•25-15•25-18) |  |  |

Final
| V |  | Brasil | 3–1 | Estados Unidos | (11-25•25-17•25-20•25-17) |  |  |

Colocação final: 1.°
Equipe:
Adenízia da Silva
Dani Lins
Fabi Alvim
Fabiana Claudino
Fernanda Ferreira
Fernanda Garay
Jaqueline Carvalho
Natália Pereira
Paula Pequeno
Sheilla Castro
Tandara Caixeta
Thaísa Daher

Referência(s): 

## Levantamento de peso
Masculino
| Atleta           | Modalidade                          | Arranco   | Arranco   | Arremesso | Arremesso | Total  | Colocação final | Referência(s) |
| Atleta           | Modalidade                          | Resultado | Colocação | Resultado | Colocação | Total  | Colocação final | Referência(s) |
| ---------------- | ----------------------------------- | --------- | --------- | --------- | --------- | ------ | --------------- | ------------- |
| Fernando Saraiva | peso super-pesado (acima de 105 kg) | 180.00    | 11.°      | 220.00    | 9.°       | 400.00 | 9.°             | [ 161 ]       |

Feminino
| Atleta             | Modalidade                   | Arranco   | Arranco   | Arremesso | Arremesso | Total  | Colocação final | Referência(s) |
| Atleta             | Modalidade                   | Resultado | Colocação | Resultado | Colocação | Total  | Colocação final | Referência(s) |
| ------------------ | ---------------------------- | --------- | --------- | --------- | --------- | ------ | --------------- | ------------- |
| Jaqueline Ferreira | peso meio-pesado (até 75 kg) | 102.°     | 5.°       | 128       | 4.°       | 230.00 | 5.°             | [ 162 ]       |

## Luta Olímpica
Feminino
Luta Livre
| Atleta      | Modalidade            | Primeira rodada Adversário Resultado | Oitavas de final Adversário Resultado | Quartas de final Adversário Resultado | Semifinal Adversário Resultado | Disputa do bronze Adversário Resultado | Final Adversário Resultado | Colocação | Referência(s) |
| ----------- | --------------------- | ------------------------------------ | ------------------------------------- | ------------------------------------- | ------------------------------ | -------------------------------------- | -------------------------- | --------- | ------------- |
| Joice Silva | peso leve (até 55 kg) | Bye                                  | RUS Valeriia Zhobolova D 1-3          | Não avançou                           | Não avançou                    | Não avançou                            | Não avançou                | 12.°      | [ 163 ]       |

## Multimedalhistas
Nesta seção listam-se os atletas brasileiros detentores de pelo menos 2 pódios Olímpicos, desde as edições pregressas, até essa edição. A ordem de classificação se segue pelos seguintes critérios:
1. Maior número de medalhas de ouro;
2. Maior número de medalhas de prata;
3. Maior número de medalhas de bronze;
4. Conquista mais antiga;
5. Esporte ou modalidade mais antiga no programa Olímpico;
6. Ordem alfabética.

| Posição | Atleta                      | Esporte        | Ouro | Prata | Bronze | Jogos            | Medalha de ouro | Medalha de prata | Medalha de bronze | Total de medalhas |
| ------- | --------------------------- | -------------- | ---- | ----- | ------ | ---------------- | --------------- | ---------------- | ----------------- | ----------------- |
| 1.°     | Robert Scheidt              | Vela           | 2    | 2     | 1      | Atlanta 1996     | 1               | 0                | 0                 | 5                 |
| 1.°     | Robert Scheidt              | Vela           | 2    | 2     | 1      | Sydney 2000      | 0               | 1                | 0                 | 5                 |
| 1.°     | Robert Scheidt              | Vela           | 2    | 2     | 1      | Atenas 2004      | 1               | 0                | 0                 | 5                 |
| 1.°     | Robert Scheidt              | Vela           | 2    | 2     | 1      | Pequim 2008      | 0               | 1                | 0                 | 5                 |
| 1.°     | Robert Scheidt              | Vela           | 2    | 2     | 1      | Londres 2012     | 0               | 0                | 1                 | 5                 |
| 2.°     | Torben Grael                | Vela           | 2    | 1     | 2      | Los Angeles 1984 | 0               | 1                | 0                 | 5                 |
| 2.°     | Torben Grael                | Vela           | 2    | 1     | 2      | Seul 1988        | 0               | 0                | 1                 | 5                 |
| 2.°     | Torben Grael                | Vela           | 2    | 1     | 2      | Barcelona 1992   | 1               | 0                | 0                 | 5                 |
| 2.°     | Torben Grael                | Vela           | 2    | 1     | 2      | Sydney 2000      | 0               | 0                | 1                 | 5                 |
| 2.°     | Torben Grael                | Vela           | 2    | 1     | 2      | Atenas 2004      | 1               | 0                | 0                 | 5                 |
| 3.°     | Marcelo Ferreira            | Vela           | 2    | 0     | 1      | Atlanta 1996     | 1               | 0                | 0                 | 3                 |
| 3.°     | Marcelo Ferreira            | Vela           | 2    | 0     | 1      | Sydney 2000      | 0               | 0                | 1                 | 3                 |
| 3.°     | Marcelo Ferreira            | Vela           | 2    | 0     | 1      | Atenas 2004      | 1               | 0                | 0                 | 3                 |
| 4.°     | Adhemar Ferreira da Silva   | Atletismo      | 2    | 0     | 0      | Helsinque 1952   | 1               | 0                | 0                 | 2                 |
| 4.°     | Adhemar Ferreira da Silva   | Atletismo      | 2    | 0     | 0      | Melbourne 1956   | 1               | 0                | 0                 | 2                 |
| 5.°     | Giovane Gávio               | Vôlei          | 2    | 0     | 0      | Barcelona 1992   | 1               | 0                | 0                 | 2                 |
| 5.°     | Giovane Gávio               | Vôlei          | 2    | 0     | 0      | Atenas 2004      | 1               | 0                | 0                 | 2                 |
| 6.°     | Maurício Lima               | Vôlei          | 2    | 0     | 0      | Barcelona 1992   | 1               | 0                | 0                 | 2                 |
| 6.°     | Maurício Lima               | Vôlei          | 2    | 0     | 0      | Atenas 2004      | 1               | 0                | 0                 | 2                 |
| 7.°     | Fabi Alvim                  | Vôlei          | 2    | 0     | 0      | Pequim 2008      | 1               | 0                | 0                 | 2                 |
| 7.°     | Fabi Alvim                  | Vôlei          | 2    | 0     | 0      | Londres 2012     | 1               | 0                | 0                 | 2                 |
| 8.°     | Fabiana Claudino            | Vôlei          | 2    | 0     | 0      | Pequim 2008      | 1               | 0                | 0                 | 2                 |
| 8.°     | Fabiana Claudino            | Vôlei          | 2    | 0     | 0      | Londres 2012     | 1               | 0                | 0                 | 2                 |
| 9.°     | Jaqueline Carvalho          | Vôlei          | 2    | 0     | 0      | Pequim 2008      | 1               | 0                | 0                 | 2                 |
| 9.°     | Jaqueline Carvalho          | Vôlei          | 2    | 0     | 0      | Londres 2012     | 1               | 0                | 0                 | 2                 |
| 10.°    | Paula Pequeno               | Vôlei          | 2    | 0     | 0      | Pequim 2008      | 1               | 0                | 0                 | 2                 |
| 10.°    | Paula Pequeno               | Vôlei          | 2    | 0     | 0      | Londres 2012     | 1               | 0                | 0                 | 2                 |
| 11.°    | Sheilla Castro              | Vôlei          | 2    | 0     | 0      | Pequim 2008      | 1               | 0                | 0                 | 2                 |
| 11.°    | Sheilla Castro              | Vôlei          | 2    | 0     | 0      | Londres 2012     | 1               | 0                | 0                 | 2                 |
| 12.°    | Thaísa Daher                | Vôlei          | 2    | 0     | 0      | Pequim 2008      | 1               | 0                | 0                 | 2                 |
| 12.°    | Thaísa Daher                | Vôlei          | 2    | 0     | 0      | Londres 2012     | 1               | 0                | 0                 | 2                 |
| 13.°    | Dante Amaral                | Vôlei          | 1    | 2     | 0      | Atenas 2004      | 1               | 0                | 0                 | 3                 |
| 13.°    | Dante Amaral                | Vôlei          | 1    | 2     | 0      | Pequim 2008      | 0               | 1                | 0                 | 3                 |
| 13.°    | Dante Amaral                | Vôlei          | 1    | 2     | 0      | Londres 2012     | 0               | 1                | 0                 | 3                 |
| 14.°    | Giba Godoy                  | Vôlei          | 1    | 2     | 0      | Atenas 2004      | 1               | 0                | 0                 | 3                 |
| 14.°    | Giba Godoy                  | Vôlei          | 1    | 2     | 0      | Pequim 2008      | 0               | 1                | 0                 | 3                 |
| 14.°    | Giba Godoy                  | Vôlei          | 1    | 2     | 0      | Londres 2012     | 0               | 1                | 0                 | 3                 |
| 15.°    | Rodrigão Santana            | Vôlei          | 1    | 2     | 0      | Atenas 2004      | 1               | 0                | 0                 | 3                 |
| 15.°    | Rodrigão Santana            | Vôlei          | 1    | 2     | 0      | Pequim 2008      | 0               | 1                | 0                 | 3                 |
| 15.°    | Rodrigão Santana            | Vôlei          | 1    | 2     | 0      | Londres 2012     | 0               | 1                | 0                 | 3                 |
| 16.°    | Sérgio Dutra                | Vôlei          | 1    | 2     | 0      | Atenas 2004      | 1               | 0                | 0                 | 3                 |
| 16.°    | Sérgio Dutra                | Vôlei          | 1    | 2     | 0      | Pequim 2008      | 0               | 1                | 0                 | 3                 |
| 16.°    | Sérgio Dutra                | Vôlei          | 1    | 2     | 0      | Londres 2012     | 0               | 1                | 0                 | 3                 |
| 17.°    | Ricardo Santos              | Vôlei de praia | 1    | 1     | 1      | Sydney 2000      | 0               | 1                | 0                 | 3                 |
| 17.°    | Ricardo Santos              | Vôlei de praia | 1    | 1     | 1      | Atenas 2004      | 1               | 0                | 0                 | 3                 |
| 17.°    | Ricardo Santos              | Vôlei de praia | 1    | 1     | 1      | Pequim 2008      | 0               | 0                | 1                 | 3                 |
| 18.°    | Emanuel Rego                | Vôlei de praia | 1    | 1     | 1      | Atenas 2004      | 1               | 0                | 0                 | 2                 |
| 18.°    | Emanuel Rego                | Vôlei de praia | 1    | 1     | 1      | Pequim 2008      | 0               | 0                | 1                 | 2                 |
| 18.°    | Emanuel Rego                | Vôlei de praia | 1    | 1     | 1      | Londres 2012     | 0               | 1                | 0                 | 2                 |
| 19.°    | Joaquim Cruz                | Atletismo      | 1    | 1     | 0      | Los Angeles 1984 | 1               | 0                | 0                 | 2                 |
| 19.°    | Joaquim Cruz                | Atletismo      | 1    | 1     | 0      | Seul 1988        | 0               | 1                | 0                 | 2                 |
| 20.°    | Amauri Ribeiro              | Vôlei          | 1    | 1     | 0      | Los Angeles 1984 | 0               | 1                | 0                 | 2                 |
| 20.°    | Amauri Ribeiro              | Vôlei          | 1    | 1     | 0      | Atlanta 1996     | 1               | 0                | 0                 | 2                 |
| 21.°    | Anderson Rodrigues          | Vôlei          | 1    | 1     | 0      | Atenas 2004      | 1               | 0                | 0                 | 2                 |
| 21.°    | Anderson Rodrigues          | Vôlei          | 1    | 1     | 0      | Pequim 2008      | 0               | 1                | 0                 | 2                 |
| 22.°    | André Heller                | Vôlei          | 1    | 1     | 0      | Atenas 2004      | 1               | 0                | 0                 | 2                 |
| 22.°    | André Heller                | Vôlei          | 1    | 1     | 0      | Pequim 2008      | 0               | 1                | 0                 | 2                 |
| 23.°    | André Nascimento            | Vôlei          | 1    | 1     | 0      | Atenas 2004      | 1               | 0                | 0                 | 2                 |
| 23.°    | André Nascimento            | Vôlei          | 1    | 1     | 0      | Pequim 2008      | 0               | 1                | 0                 | 2                 |
| 24.°    | Gustavo Endres              | Vôlei          | 1    | 1     | 0      | Atenas 2004      | 1               | 0                | 0                 | 2                 |
| 24.°    | Gustavo Endres              | Vôlei          | 1    | 1     | 0      | Pequim 2008      | 0               | 1                | 0                 | 2                 |
| 25.°    | Ricardinho Garcia           | Vôlei          | 1    | 1     | 0      | Atenas 2004      | 1               | 0                | 0                 | 2                 |
| 25.°    | Ricardinho Garcia           | Vôlei          | 1    | 1     | 0      | Londres 2012     | 0               | 1                | 0                 | 2                 |
| 26.°    | Rodrigo Pessoa              | Hipismo        | 1    | 0     | 2      | Atlanta 1996     | 0               | 0                | 1                 | 3                 |
| 26.°    | Rodrigo Pessoa              | Hipismo        | 1    | 0     | 2      | Sydney 2000      | 0               | 0                | 1                 | 3                 |
| 26.°    | Rodrigo Pessoa              | Hipismo        | 1    | 0     | 2      | Atenas 2004      | 1               | 0                | 0                 | 3                 |
| 27.°    | Hélia Fofão                 | Vôlei          | 1    | 0     | 2      | Atlanta 1996     | 0               | 0                | 1                 | 3                 |
| 27.°    | Hélia Fofão                 | Vôlei          | 1    | 0     | 2      | Sydney 2000      | 0               | 0                | 1                 | 3                 |
| 27.°    | Hélia Fofão                 | Vôlei          | 1    | 0     | 2      | Pequim 2008      | 1               | 0                | 0                 | 3                 |
| 28.°    | César Cielo                 | Natação        | 1    | 0     | 2      | Pequim 2008      | 1               | 0                | 1                 | 2                 |
| 28.°    | César Cielo                 | Natação        | 1    | 0     | 2      | Londres 2012     | 0               | 0                | 1                 | 2                 |
| 29.°    | Guilherme Paraense          | Tiro esportivo | 1    | 0     | 1      | Antuérpia 1920   | 1               | 0                | 1                 | 2                 |
| 30.°    | Aurélio Miguel              | Judô           | 1    | 0     | 1      | Seul 1988        | 1               | 0                | 0                 | 2                 |
| 30.°    | Aurélio Miguel              | Judô           | 1    | 0     | 1      | Atlanta 1996     | 0               | 0                | 1                 | 2                 |
| 31.°    | Sandra Pires                | Vôlei de praia | 1    | 0     | 1      | Atlanta 1996     | 1               | 0                | 0                 | 2                 |
| 31.°    | Sandra Pires                | Vôlei de praia | 1    | 0     | 1      | Sydney 2000      | 0               | 0                | 1                 | 2                 |
| 32.°    | Walewska Oliveira           | Vôlei          | 1    | 0     | 1      | Sydney 2000      | 0               | 0                | 1                 | 2                 |
| 32.°    | Walewska Oliveira           | Vôlei          | 1    | 0     | 1      | Pequim 2008      | 1               | 0                | 0                 | 2                 |
| 33.°    | Gustavo Borges              | Natação        | 0    | 2     | 2      | Barcelona 1992   | 0               | 1                | 0                 | 4                 |
| 33.°    | Gustavo Borges              | Natação        | 0    | 2     | 2      | Atlanta 1996     | 0               | 1                | 1                 | 4                 |
| 33.°    | Gustavo Borges              | Natação        | 0    | 2     | 2      | Sydney 2000      | 0               | 0                | 1                 | 4                 |
| 34.°    | Ademir Roque                | Futebol        | 0    | 2     | 0      | Los Angeles 1984 | 0               | 1                | 0                 | 2                 |
| 34.°    | Ademir Roque                | Futebol        | 0    | 2     | 0      | Seul 1988        | 0               | 1                | 0                 | 2                 |
| 35.°    | Luiz Carlos Winck           | Futebol        | 0    | 2     | 0      | Los Angeles 1984 | 0               | 1                | 0                 | 2                 |
| 35.°    | Luiz Carlos Winck           | Futebol        | 0    | 2     | 0      | Seul 1988        | 0               | 1                | 0                 | 2                 |
| 36.°    | Adriana Behar               | Vôlei de praia | 0    | 2     | 0      | Sydney 2000      | 0               | 1                | 0                 | 2                 |
| 36.°    | Adriana Behar               | Vôlei de praia | 0    | 2     | 0      | Atenas 2004      | 0               | 1                | 0                 | 2                 |
| 37.°    | Shelda Bedê                 | Vôlei de praia | 0    | 2     | 0      | Sydney 2000      | 0               | 1                | 0                 | 2                 |
| 37.°    | Shelda Bedê                 | Vôlei de praia | 0    | 2     | 0      | Atenas 2004      | 0               | 1                | 0                 | 2                 |
| 38.°    | Andréia Suntaque            | Futebol        | 0    | 2     | 0      | Atenas 2004      | 0               | 1                | 0                 | 2                 |
| 38.°    | Andréia Suntaque            | Futebol        | 0    | 2     | 0      | Pequim 2008      | 0               | 1                | 0                 | 2                 |
| 39.°    | Cristiane Rozeira           | Futebol        | 0    | 2     | 0      | Atenas 2004      | 0               | 1                | 0                 | 2                 |
| 39.°    | Cristiane Rozeira           | Futebol        | 0    | 2     | 0      | Pequim 2008      | 0               | 1                | 0                 | 2                 |
| 40.°    | Daniela Alves               | Futebol        | 0    | 2     | 0      | Atenas 2004      | 0               | 1                | 0                 | 2                 |
| 40.°    | Daniela Alves               | Futebol        | 0    | 2     | 0      | Pequim 2008      | 0               | 1                | 0                 | 2                 |
| 41.°    | Delma Pretinha              | Futebol        | 0    | 2     | 0      | Atenas 2004      | 0               | 1                | 0                 | 2                 |
| 41.°    | Delma Pretinha              | Futebol        | 0    | 2     | 0      | Pequim 2008      | 0               | 1                | 0                 | 2                 |
| 42.°    | Marta Vieira                | Futebol        | 0    | 2     | 0      | Atenas 2004      | 0               | 1                | 0                 | 2                 |
| 42.°    | Marta Vieira                | Futebol        | 0    | 2     | 0      | Pequim 2008      | 0               | 1                | 0                 | 2                 |
| 43.°    | Maycon Santos               | Futebol        | 0    | 2     | 0      | Atenas 2004      | 0               | 1                | 0                 | 2                 |
| 43.°    | Maycon Santos               | Futebol        | 0    | 2     | 0      | Pequim 2008      | 0               | 1                | 0                 | 2                 |
| 44.°    | Miraíldes Formiga           | Futebol        | 0    | 2     | 0      | Atenas 2004      | 0               | 1                | 0                 | 2                 |
| 44.°    | Miraíldes Formiga           | Futebol        | 0    | 2     | 0      | Pequim 2008      | 0               | 1                | 0                 | 2                 |
| 45.°    | Renata Kóki                 | Futebol        | 0    | 2     | 0      | Atenas 2004      | 0               | 1                | 0                 | 2                 |
| 45.°    | Renata Kóki                 | Futebol        | 0    | 2     | 0      | Pequim 2008      | 0               | 1                | 0                 | 2                 |
| 46.°    | Rosana Augusto              | Futebol        | 0    | 2     | 0      | Atenas 2004      | 0               | 1                | 0                 | 2                 |
| 46.°    | Rosana Augusto              | Futebol        | 0    | 2     | 0      | Pequim 2008      | 0               | 1                | 0                 | 2                 |
| 47.°    | Tânia Maranhão              | Futebol        | 0    | 2     | 0      | Atenas 2004      | 0               | 1                | 0                 | 2                 |
| 47.°    | Tânia Maranhão              | Futebol        | 0    | 2     | 0      | Pequim 2008      | 0               | 1                | 0                 | 2                 |
| 48.°    | Bruno Rezende               | Vôlei          | 0    | 2     | 0      | Pequim 2008      | 0               | 1                | 0                 | 2                 |
| 48.°    | Bruno Rezende               | Vôlei          | 0    | 2     | 0      | Londres 2012     | 0               | 1                | 0                 | 2                 |
| 49.°    | Murilo Endres               | Vôlei          | 0    | 2     | 0      | Pequim 2008      | 0               | 1                | 0                 | 2                 |
| 49.°    | Murilo Endres               | Vôlei          | 0    | 2     | 0      | Londres 2012     | 0               | 1                | 0                 | 2                 |
| 50.°    | Afrânio da Costa            | Tiro esportivo | 0    | 1     | 1      | Antuérpia 1920   | 0               | 1                | 1                 | 2                 |
| 51.°    | Nelson Prudêncio            | Atletismo      | 0    | 1     | 1      | México 1968      | 0               | 1                | 0                 | 2                 |
| 51.°    | Nelson Prudêncio            | Atletismo      | 0    | 1     | 1      | Munique 1972     | 0               | 0                | 1                 | 2                 |
| 52.°    | Bebeto Gama                 | Futebol        | 0    | 1     | 1      | Seul 1988        | 0               | 1                | 0                 | 2                 |
| 52.°    | Bebeto Gama                 | Futebol        | 0    | 1     | 1      | Atlanta 1996     | 0               | 0                | 1                 | 2                 |
| 53.°    | Adriana Samuel              | Vôlei de praia | 0    | 1     | 1      | Atlanta 1996     | 0               | 1                | 0                 | 2                 |
| 53.°    | Adriana Samuel              | Vôlei de praia | 0    | 1     | 1      | Sydney 2000      | 0               | 0                | 1                 | 2                 |
| 54.°    | André Domingos              | Atletismo      | 0    | 1     | 1      | Atlanta 1996     | 0               | 0                | 1                 | 2                 |
| 54.°    | André Domingos              | Atletismo      | 0    | 1     | 1      | Sydney 2000      | 0               | 1                | 0                 | 2                 |
| 55.°    | Édson Luciano               | Atletismo      | 0    | 1     | 1      | Atlanta 1996     | 0               | 0                | 1                 | 2                 |
| 55.°    | Édson Luciano               | Atletismo      | 0    | 1     | 1      | Sydney 2000      | 0               | 1                | 0                 | 2                 |
| 56.°    | Adriana Santos              | Basquete       | 0    | 1     | 1      | Atlanta 1996     | 0               | 1                | 0                 | 2                 |
| 56.°    | Adriana Santos              | Basquete       | 0    | 1     | 1      | Sydney 2000      | 0               | 0                | 1                 | 2                 |
| 57.°    | Alessandra Santos           | Basquete       | 0    | 1     | 1      | Atlanta 1996     | 0               | 1                | 0                 | 2                 |
| 57.°    | Alessandra Santos           | Basquete       | 0    | 1     | 1      | Sydney 2000      | 0               | 0                | 1                 | 2                 |
| 58.°    | Cíntia Tuiú                 | Basquete       | 0    | 1     | 1      | Atlanta 1996     | 0               | 1                | 0                 | 2                 |
| 58.°    | Cíntia Tuiú                 | Basquete       | 0    | 1     | 1      | Sydney 2000      | 0               | 0                | 1                 | 2                 |
| 59.°    | Janeth Arcain               | Basquete       | 0    | 1     | 1      | Atlanta 1996     | 0               | 1                | 0                 | 2                 |
| 59.°    | Janeth Arcain               | Basquete       | 0    | 1     | 1      | Sydney 2000      | 0               | 0                | 1                 | 2                 |
| 60.°    | Marta Sobral                | Basquete       | 0    | 1     | 1      | Atlanta 1996     | 0               | 1                | 0                 | 2                 |
| 60.°    | Marta Sobral                | Basquete       | 0    | 1     | 1      | Sydney 2000      | 0               | 0                | 1                 | 2                 |
| 61.°    | Silvinha Luz                | Basquete       | 0    | 1     | 1      | Atlanta 1996     | 0               | 1                | 0                 | 2                 |
| 61.°    | Silvinha Luz                | Basquete       | 0    | 1     | 1      | Sydney 2000      | 0               | 0                | 1                 | 2                 |
| 62.°    | Vicente Lenílson            | Atletismo      | 0    | 1     | 1      | Sydney 2000      | 0               | 1                | 0                 | 2                 |
| 62.°    | Vicente Lenílson            | Atletismo      | 0    | 1     | 1      | Pequim 2008      | 0               | 0                | 1                 | 2                 |
| 63.°    | Tiago Camilo                | Judô           | 0    | 1     | 1      | Sydney 2000      | 0               | 1                | 0                 | 2                 |
| 63.°    | Tiago Camilo                | Judô           | 0    | 1     | 1      | Pequim 2008      | 0               | 0                | 1                 | 2                 |
| 64.°    | Bruno Prada                 | Vela           | 0    | 1     | 1      | Pequim 2008      | 0               | 1                | 0                 | 2                 |
| 64.°    | Bruno Prada                 | Vela           | 0    | 1     | 1      | Londres 2012     | 0               | 0                | 1                 | 2                 |
| 65.°    | Alexandre Pato              | Futebol        | 0    | 1     | 1      | Pequim 2008      | 0               | 0                | 1                 | 2                 |
| 65.°    | Alexandre Pato              | Futebol        | 0    | 1     | 1      | Londres 2012     | 0               | 1                | 0                 | 2                 |
| 66.°    | Marcelo Vieira              | Futebol        | 0    | 1     | 1      | Pequim 2008      | 0               | 0                | 1                 | 2                 |
| 66.°    | Marcelo Vieira              | Futebol        | 0    | 1     | 1      | Londres 2012     | 0               | 1                | 0                 | 2                 |
| 67.°    | Thiago Silva                | Futebol        | 0    | 1     | 1      | Pequim 2008      | 0               | 0                | 1                 | 2                 |
| 67.°    | Thiago Silva                | Futebol        | 0    | 1     | 1      | Londres 2012     | 0               | 1                | 0                 | 2                 |
| 68.°    | Zenny Algodão               | Basquete       | 0    | 0     | 2      | Londres 1948     | 0               | 0                | 1                 | 2                 |
| 68.°    | Zenny Algodão               | Basquete       | 0    | 0     | 2      | Roma 1960        | 0               | 0                | 1                 | 2                 |
| 69.°    | Amaury Pasos                | Basquete       | 0    | 0     | 2      | Roma 1960        | 0               | 0                | 1                 | 2                 |
| 69.°    | Amaury Pasos                | Basquete       | 0    | 0     | 2      | Tóquio 1964      | 0               | 0                | 1                 | 2                 |
| 70.°    | Antonio Sucar               | Basquete       | 0    | 0     | 2      | Roma 1960        | 0               | 0                | 1                 | 2                 |
| 70.°    | Antonio Sucar               | Basquete       | 0    | 0     | 2      | Tóquio 1964      | 0               | 0                | 1                 | 2                 |
| 71.°    | Carlos Mosquito             | Basquete       | 0    | 0     | 2      | Roma 1960        | 0               | 0                | 1                 | 2                 |
| 71.°    | Carlos Mosquito             | Basquete       | 0    | 0     | 2      | Tóquio 1964      | 0               | 0                | 1                 | 2                 |
| 72.°    | Carmo Rosa Branca           | Basquete       | 0    | 0     | 2      | Roma 1960        | 0               | 0                | 1                 | 2                 |
| 72.°    | Carmo Rosa Branca           | Basquete       | 0    | 0     | 2      | Tóquio 1964      | 0               | 0                | 1                 | 2                 |
| 73.°    | Edson Bispo                 | Basquete       | 0    | 0     | 2      | Roma 1960        | 0               | 0                | 1                 | 2                 |
| 73.°    | Edson Bispo                 | Basquete       | 0    | 0     | 2      | Tóquio 1964      | 0               | 0                | 1                 | 2                 |
| 74.°    | Jatyr Schall                | Basquete       | 0    | 0     | 2      | Roma 1960        | 0               | 0                | 1                 | 2                 |
| 74.°    | Jatyr Schall                | Basquete       | 0    | 0     | 2      | Tóquio 1964      | 0               | 0                | 1                 | 2                 |
| 75.°    | Wlamir Marques              | Basquete       | 0    | 0     | 2      | Roma 1960        | 0               | 0                | 1                 | 2                 |
| 75.°    | Wlamir Marques              | Basquete       | 0    | 0     | 2      | Tóquio 1964      | 0               | 0                | 1                 | 2                 |
| 76.°    | Reinaldo Conrad             | Vela           | 0    | 0     | 2      | México 1968      | 0               | 0                | 1                 | 2                 |
| 76.°    | Reinaldo Conrad             | Vela           | 0    | 0     | 2      | Montreal 1976    | 0               | 0                | 1                 | 2                 |
| 77.°    | João Carlos de Oliveira     | Atletismo      | 0    | 0     | 2      | Montreal 1976    | 0               | 0                | 1                 | 2                 |
| 77.°    | João Carlos de Oliveira     | Atletismo      | 0    | 0     | 2      | Moscou 1980      | 0               | 0                | 1                 | 2                 |
| 78.°    | Lars Grael                  | Vela           | 0    | 0     | 2      | Seul 1988        | 0               | 0                | 1                 | 2                 |
| 78.°    | Lars Grael                  | Vela           | 0    | 0     | 2      | Atlanta 1996     | 0               | 0                | 1                 | 2                 |
| 79.°    | Robson Caetano              | Atletismo      | 0    | 0     | 2      | Seul 1988        | 0               | 0                | 1                 | 2                 |
| 79.°    | Robson Caetano              | Atletismo      | 0    | 0     | 2      | Atlanta 1996     | 0               | 0                | 1                 | 2                 |
| 80.°    | Fernando Scherer            | Natação        | 0    | 0     | 2      | Atlanta 1996     | 0               | 0                | 1                 | 2                 |
| 80.°    | Fernando Scherer            | Natação        | 0    | 0     | 2      | Sydney 2000      | 0               | 0                | 1                 | 2                 |
| 81.°    | Álvaro Doda de Miranda Neto | Hipismo        | 0    | 0     | 2      | Atlanta 1996     | 0               | 0                | 1                 | 2                 |
| 81.°    | Álvaro Doda de Miranda Neto | Hipismo        | 0    | 0     | 2      | Sydney 2000      | 0               | 0                | 1                 | 2                 |
| 82.°    | André Johannpeter           | Hipismo        | 0    | 0     | 2      | Atlanta 1996     | 0               | 0                | 1                 | 2                 |
| 82.°    | André Johannpeter           | Hipismo        | 0    | 0     | 2      | Sydney 2000      | 0               | 0                | 1                 | 2                 |
| 83.°    | Luiz Felipe de Azevedo      | Hipismo        | 0    | 0     | 2      | Atlanta 1996     | 0               | 0                | 1                 | 2                 |
| 83.°    | Luiz Felipe de Azevedo      | Hipismo        | 0    | 0     | 2      | Sydney 2000      | 0               | 0                | 1                 | 2                 |
| 84.°    | Leila Barros                | Vôlei          | 0    | 0     | 2      | Atlanta 1996     | 0               | 0                | 1                 | 2                 |
| 84.°    | Leila Barros                | Vôlei          | 0    | 0     | 2      | Sydney 2000      | 0               | 0                | 1                 | 2                 |
| 85.°    | Virna Dias                  | Vôlei          | 0    | 0     | 2      | Atlanta 1996     | 0               | 0                | 1                 | 2                 |
| 85.°    | Virna Dias                  | Vôlei          | 0    | 0     | 2      | Sydney 2000      | 0               | 0                | 1                 | 2                 |
| 86.°    | Leandro Guilheiro           | Judô           | 0    | 0     | 2      | Atenas 2004      | 0               | 0                | 1                 | 2                 |
| 86.°    | Leandro Guilheiro           | Judô           | 0    | 0     | 2      | Pequim 2008      | 0               | 0                | 1                 | 2                 |

## Medalhas
| Medalha | Atleta | Esporte             | Modalidade         | Data       |
| ------- | --- | ------------------- | ------------------ | ---------- |
| Ouro    | Sarah Menezes | Judô                | peso ligeiro       | 28/07/2012 |
| Ouro    | Arthur Zanetti | Ginástica artística | balanço de argolas | 06/08/2012 |
| Ouro    | Seleção Brasileira de Voleibol Feminino Adenízia da Silva Dani Lins Fabi Alvim Fabiana Claudino Fernanda Ferreira Fernanda Garay Jaqueline Carvalho Natália Pereira Paula Pequeno Sheilla Castro Tandara Caixeta Thaísa Daher | Voleibol            | equipe quadra      | 11/08/2012 |
| Prata   | Thiago Pereira | Natação             | 400 m medley       | 28/07/2012 |
| Prata   | Alison Cerutti Emanuel Rego | Voleibol de praia   | dupla praia        | 09/08/2012 |
| Prata   | Seleção Brasileira de Futebol Masculino Alex Sandro Alexandre Pato Bruno Uvini Danilo Luiz Gabriel Vasconcellos Hulk Vieira Juan Jesus Leandro Damião Lucas Moura Marcelo Vieira Neto Murara Neymar Júnior Oscar Emboaba Paulo Henrique Ganso Rafael Pereira Rômulo Monteiro Sandro Ranieri Thiago Silva Carlos Henrique Casemiro (suplente) Giuliano de Paula (suplente) Marquinhos Aoás (suplente) Rafael Cabral (suplente) | Futebol             | equipe campo       | 11/08/2012 |
| Prata   | Esquiva Falcão | Boxe                | peso médio         | 11/08/2012 |
| Prata   | Seleção Brasileira de Voleibol Masculino Bruno Rezende Dante Amaral Giba Godoy Leandro Vissotto Lucão Saatkamp Murilo Endres Ricardinho Garcia Rodrigão Santana Sérgio Dutra Sidão dos Santos Thiago Alves Wallace de Souza | Voleibol            | equipe quadra      | 12/08/2012 |
| Bronze  | Felipe Kitadai | Judô                | peso ligeiro       | 28/07/2012 |
| Bronze  | Mayra Aguiar | Judô                | peso meio-pesado   | 02/08/2012 |
| Bronze  | Rafael Silva | Judô                | peso pesado        | 03/08/2012 |
| Bronze  | César Cielo | Natação             | 50 m livre         | 03/08/2012 |
| Bronze  | Bruno Prada Robert Scheidt | Vela                | classe star        | 05/08/2012 |
| Bronze  | Adriana Araújo | Boxe                | peso leve          | 08/08/2012 |
| Bronze  | Juliana Silva Larissa França | Voleibol de praia   | dupla praia        | 08/08/2012 |
| Bronze  | Yamaguchi Falcão | Boxe                | peso meio-pesado   | 10/08/2012 |
| Bronze  | Yane Marques | Pentatlo moderno    | individual         | 12/08/2012 |

| Medalhas por esporte | Medalhas por esporte | Medalhas por esporte | Medalhas por esporte | Medalhas por esporte |
| Esporte              | Medalha de ouro      | Medalha de prata     | Medalha de bronze    | Total de medalhas    |
| -------------------- | -------------------- | -------------------- | -------------------- | -------------------- |
| Judô                 | 1                    | 0                    | 3                    | 4                    |
| Ginástica artística  | 1                    | 0                    | 0                    | 1                    |
| Voleibol             | 1                    | 1                    | 0                    | 2                    |
| Natação              | 0                    | 1                    | 1                    | 2                    |
| Boxe                 | 0                    | 1                    | 2                    | 3                    |
| Voleibol de praia    | 0                    | 1                    | 1                    | 2                    |
| Futebol              | 0                    | 1                    | 0                    | 1                    |
| Vela                 | 0                    | 0                    | 1                    | 1                    |
| Pentatlo moderno     | 0                    | 0                    | 1                    | 1                    |
| Total                | 3                    | 5                    | 9                    | 17                   |